# Biserica reformată din Ghinești

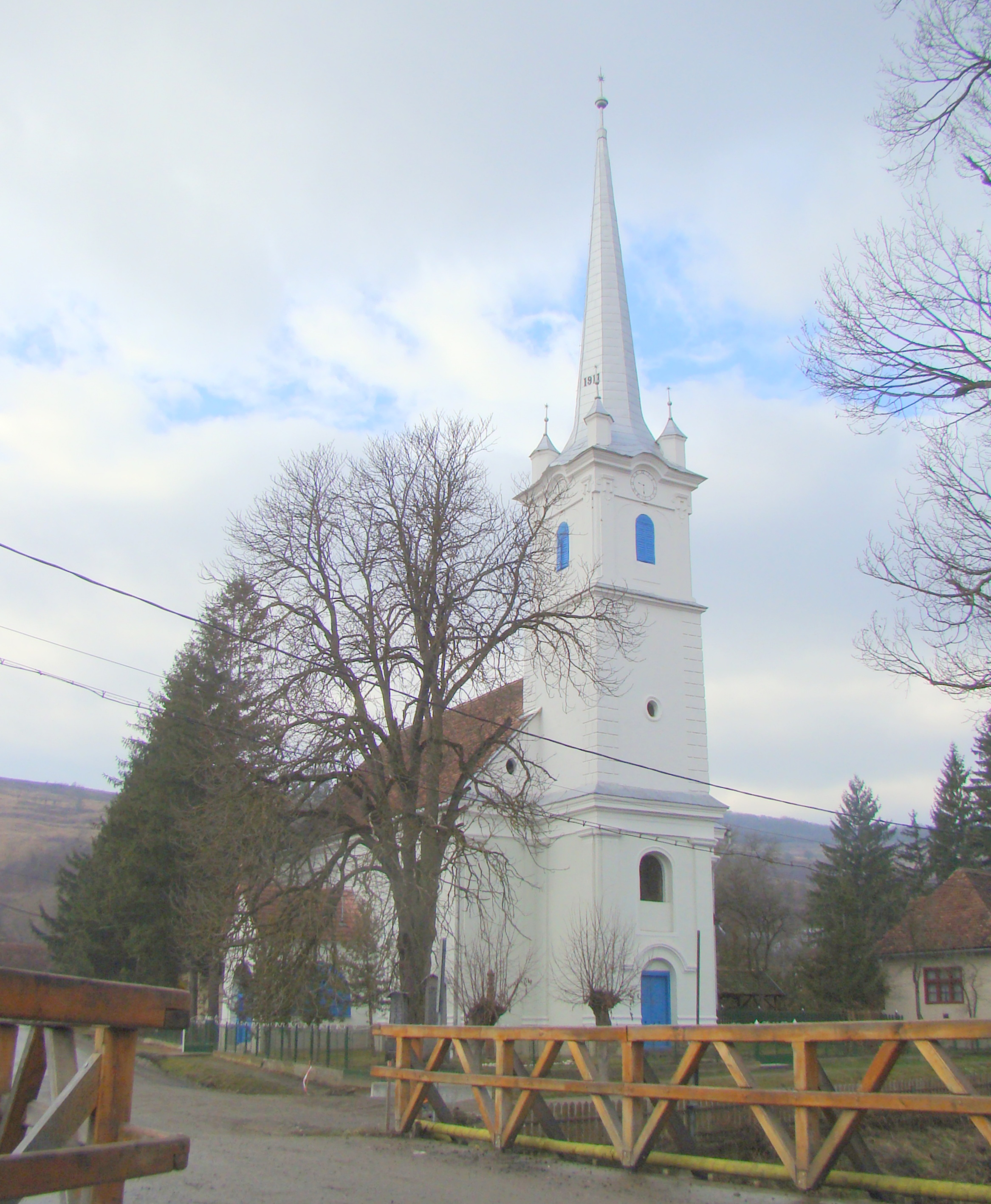
Biserica reformată din Ghinești, comuna Neaua, județul Mureș, foto: februarie 2020.

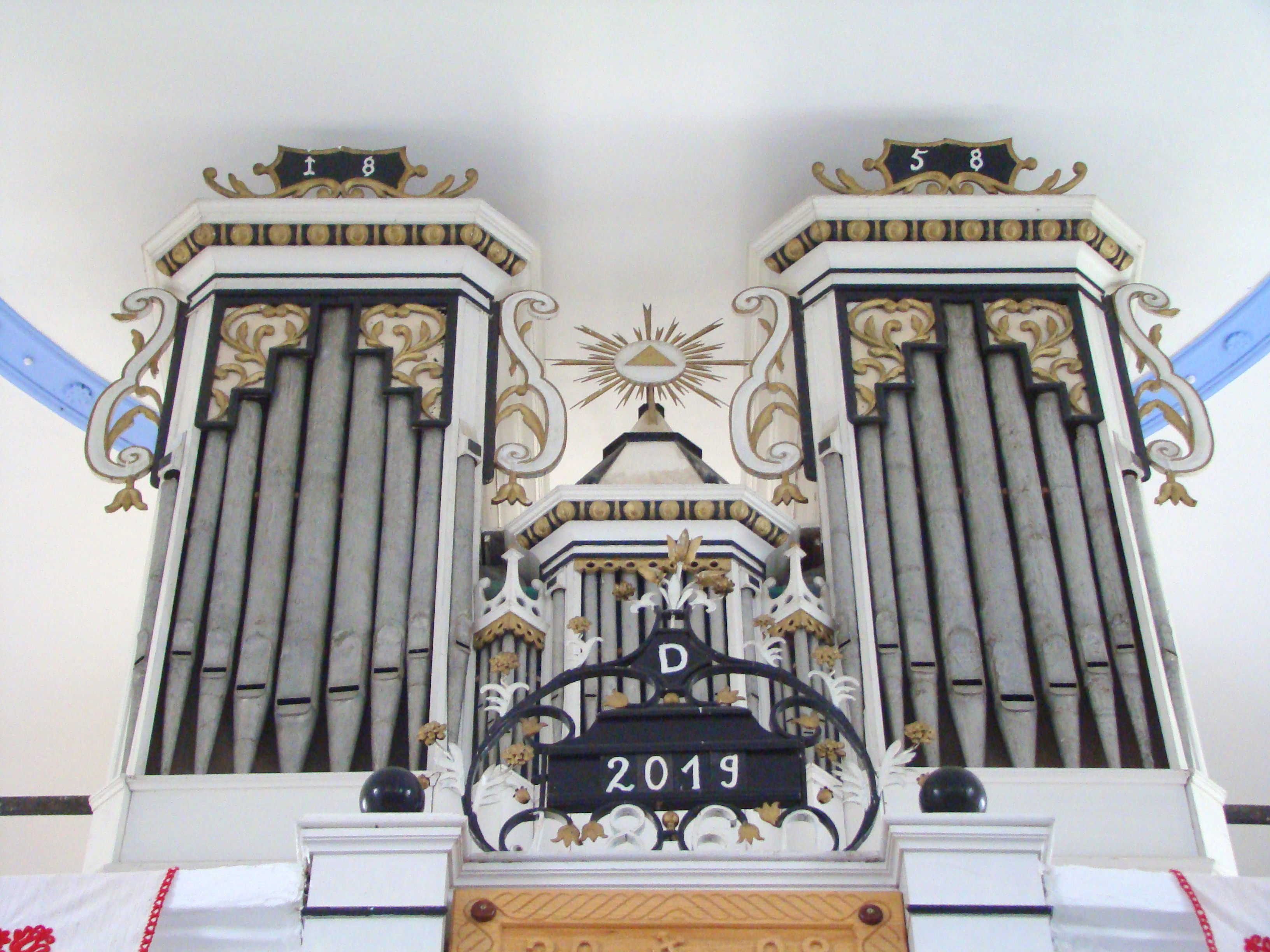
Orga a fost construită de Sztamus János în anul 1858

Biserica reformată din Ghinești, comuna Neaua, județul Mureș, datează din prima parte a secolului  al XIX-lea (1834). Este un monument reprezentativ pentru bisericile reformate din fostul Scaun Secuiesc al Mureșului.

## Localitatea
Ghinești (în maghiară: Geges) este un sat în comuna Neaua din județul Mureș, Transilvania, România. Prima mențiune documentară este din anul 1567.

## Biserica
Prima biserică a așezării (o capelă din lemn fără turn) a fost construită la mijlocul secolului al XVII-lea, iar a doua (de piatră) a fost construită în 1693. Aceasta din urmă a fost demolată în 1834, datorită stării avansate de degradare, fiind înlocuită de biserica actuală, construită între 1834 și 1839, când pastor era Tegzi Mihály.
Clopotul cel mic din turn a fost turnat în anul 1922, în timp ce clopotul cel mare a fost confecționat în anul 1774 și poartă inscripția: „A gegesi Ref. Eklézsia serkentője. Anno 1774. - 16  Maj”. 
Pastorii reformați care au slujit de-a lungul timpului în această localitate au fost: Belkenyi János (1651-?), Kovásznai János (1684-?), Zaláni Miklós (1693-1712), Kibédi Mátyás (1717-1724), Udvarhelyi József (1725-1730), Ajtai Mihály (1731-1735), Szentsimoni Mihály (1737-1759), Kónya János (1759-1769), Albisi Bod Zsigmond (1770-1785), Imreh Zsigmond (1788-1792), Krizbai Deső István (1792-1802), Bosi Szabó György (1802-1809), Szente József (1809-1821), Tegzi Mihály (1821-1835), Szász János (1835-1837), Pető János (1837-1840), Orbán Elek (1840-1889), Kiss Ferencz (1890-1905), Simon Imre (1905-1906), Marosi János (1906-1910), Nagy István (1910-1912), Muzsnai Ödön (1912-1915), Ajtai Géza (1915-1925), Gub Márk (1926-1943), Lőrinczy József (1943-1947), Török Ernő (1947-1950), Szabó Frigyes (1950-1962), Tamás Béla (1962), Fülöp Gábor Dénes (1964-1971), Vincellér Gábor (1972-1977), Krizbai Nemes György (1977-1989), Lapohos András (1990-1992), Szabó Zoltán (1993-1994), Bedő Dávid (1995), Gáspár István (1995-2002), Kis Csaba (2002-2006), Korodi Csaba (2006-2007), Tőkés Attila (2007–2021), Kovács Szabolcs (2021-2025), Pápai László Miklós (2025-).

### Exterior

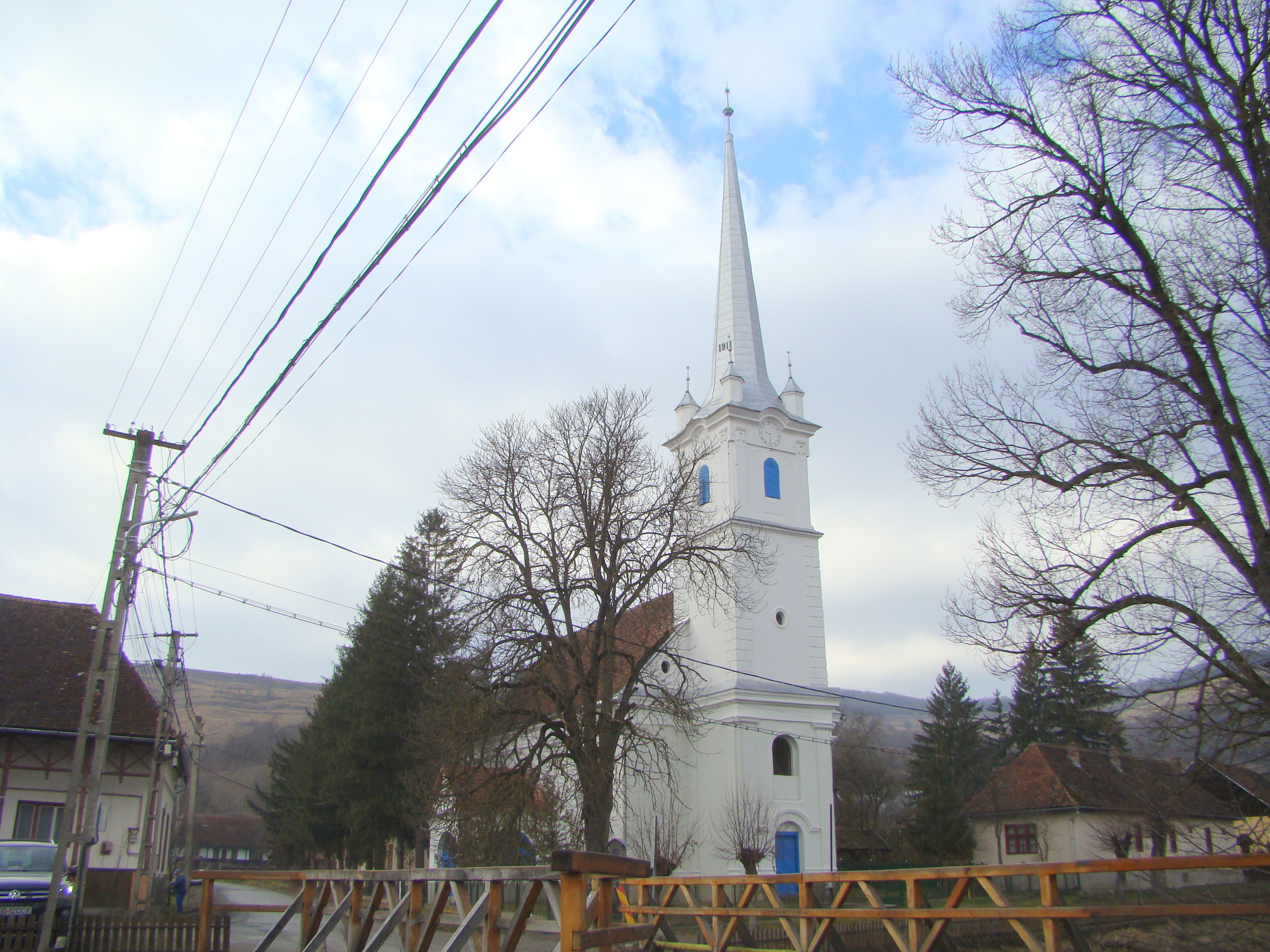
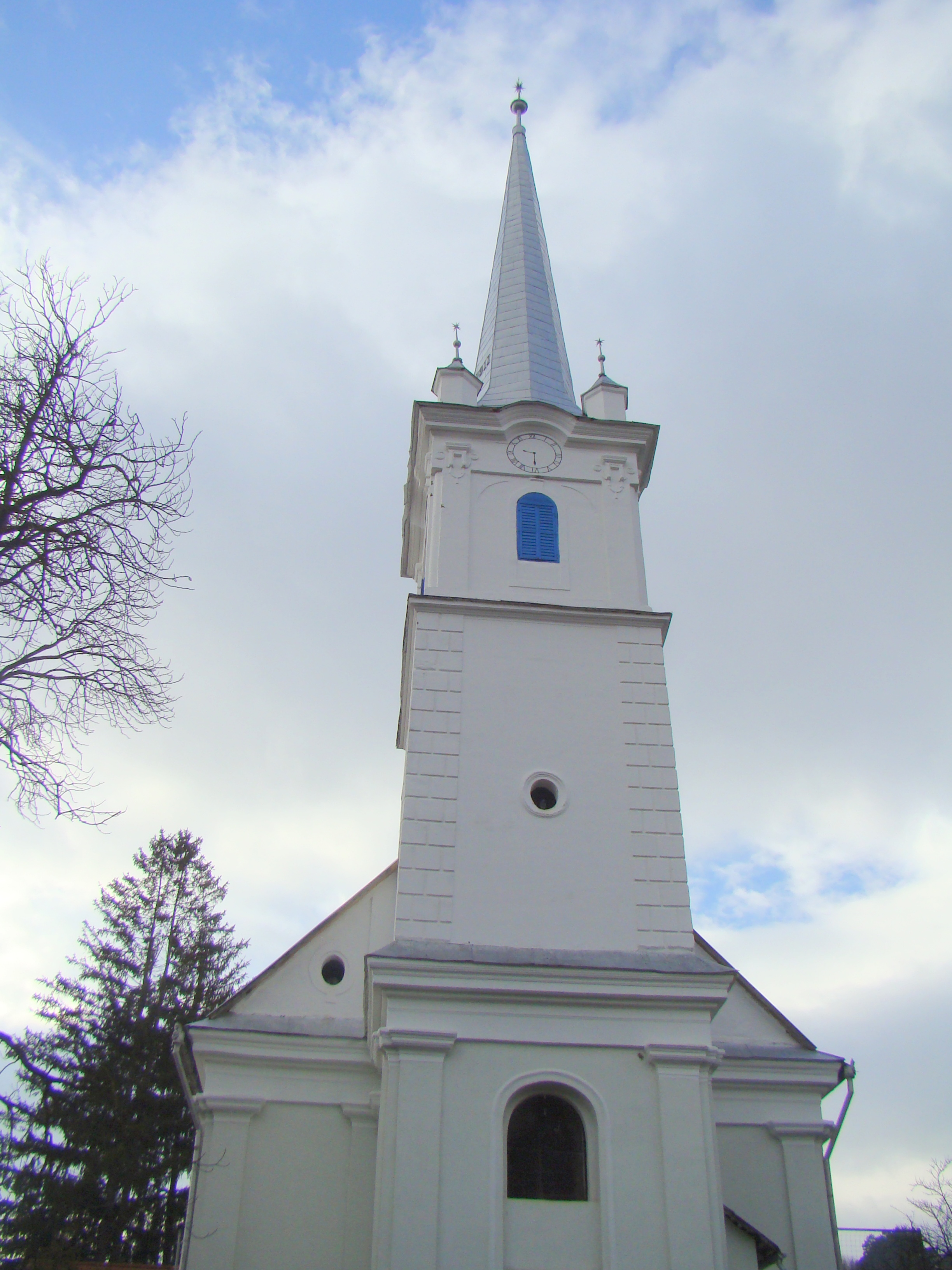
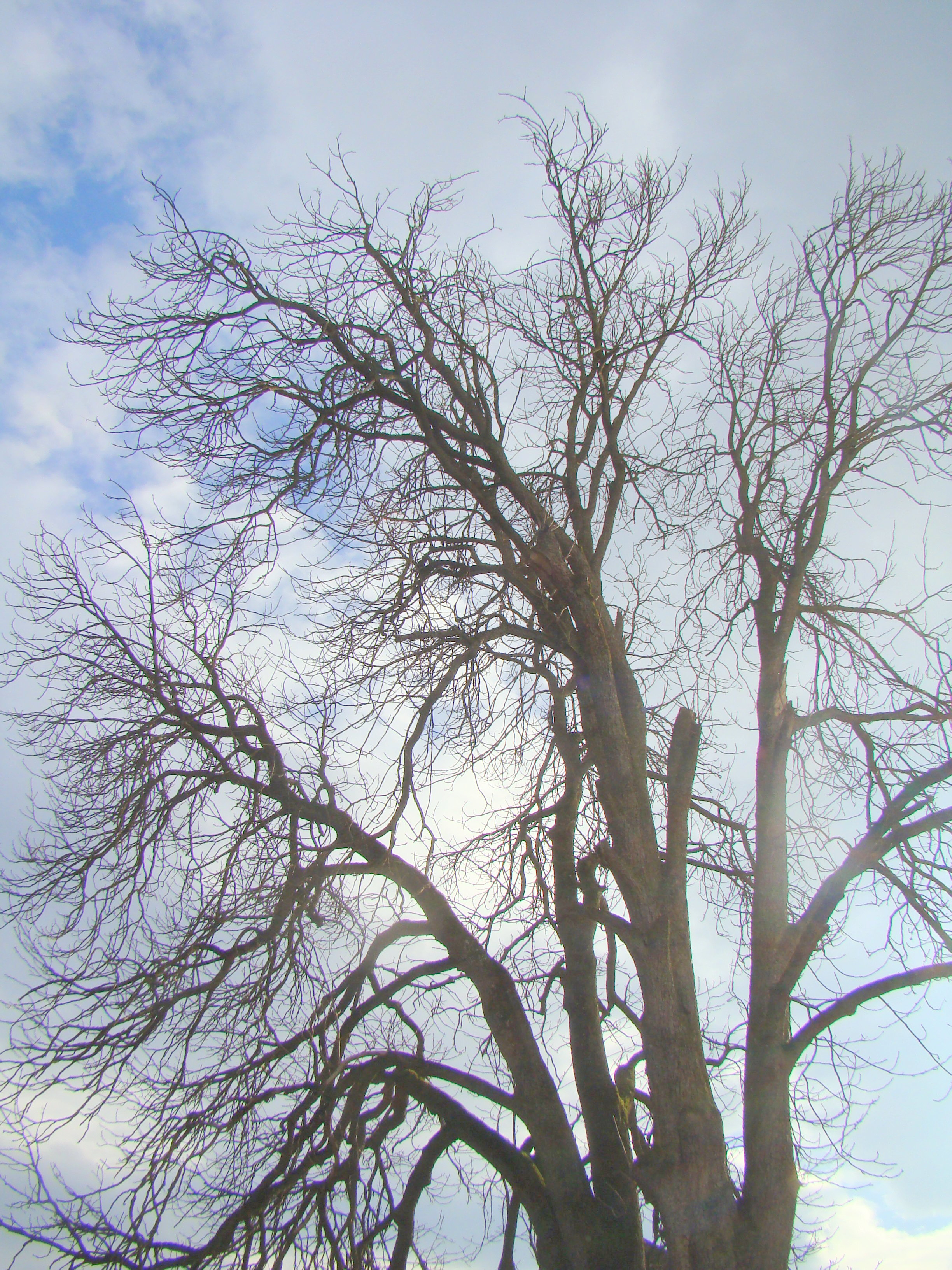
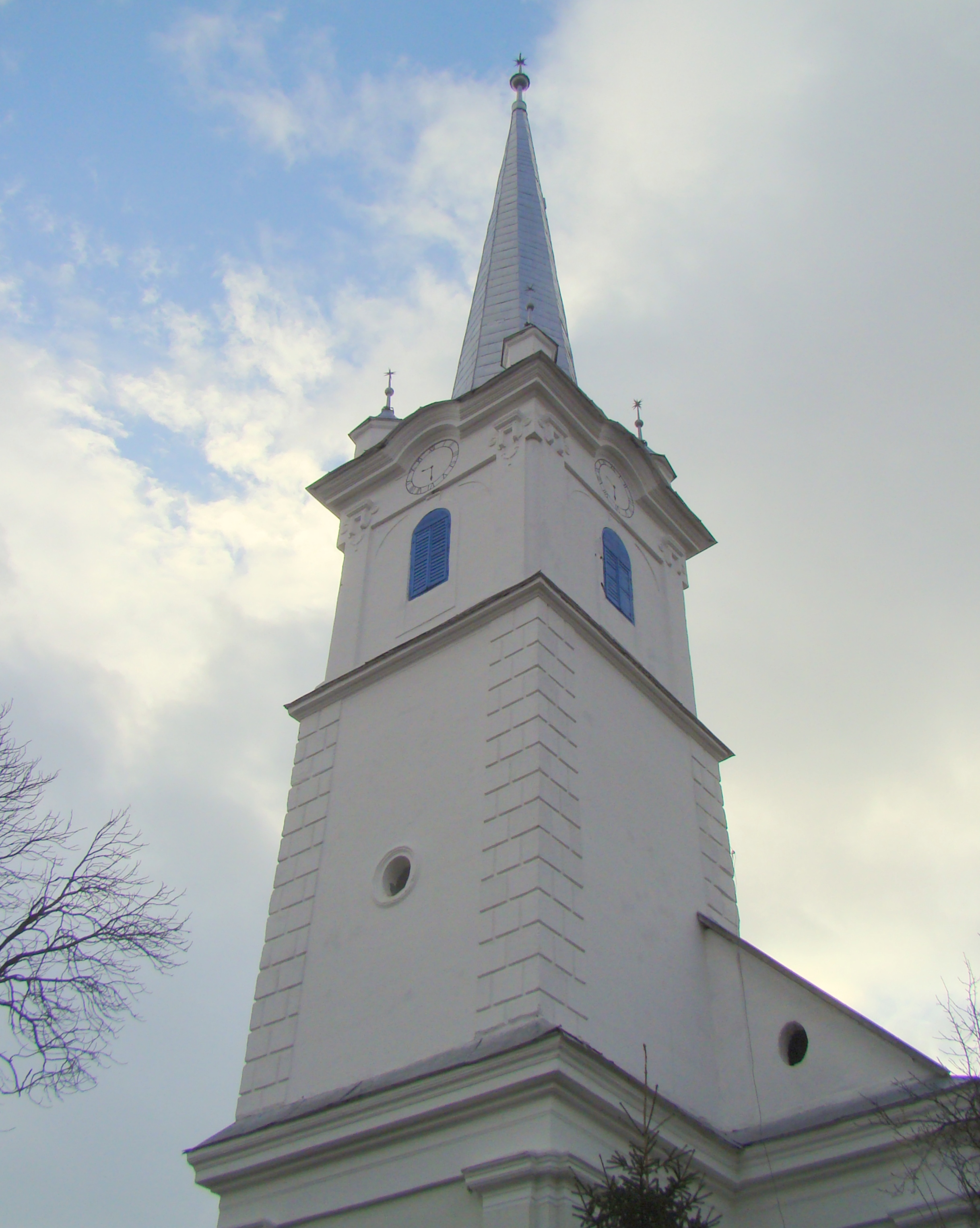
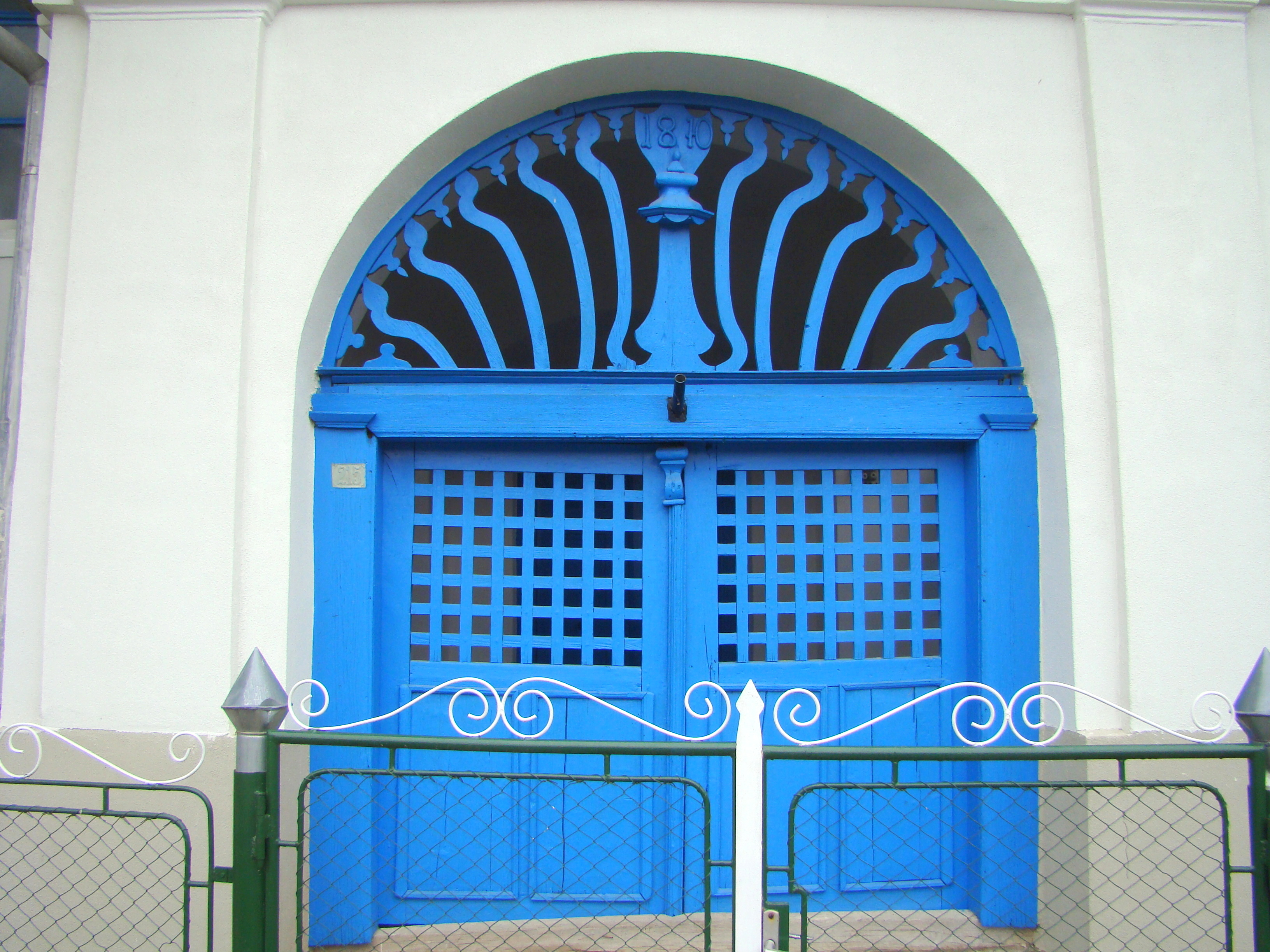
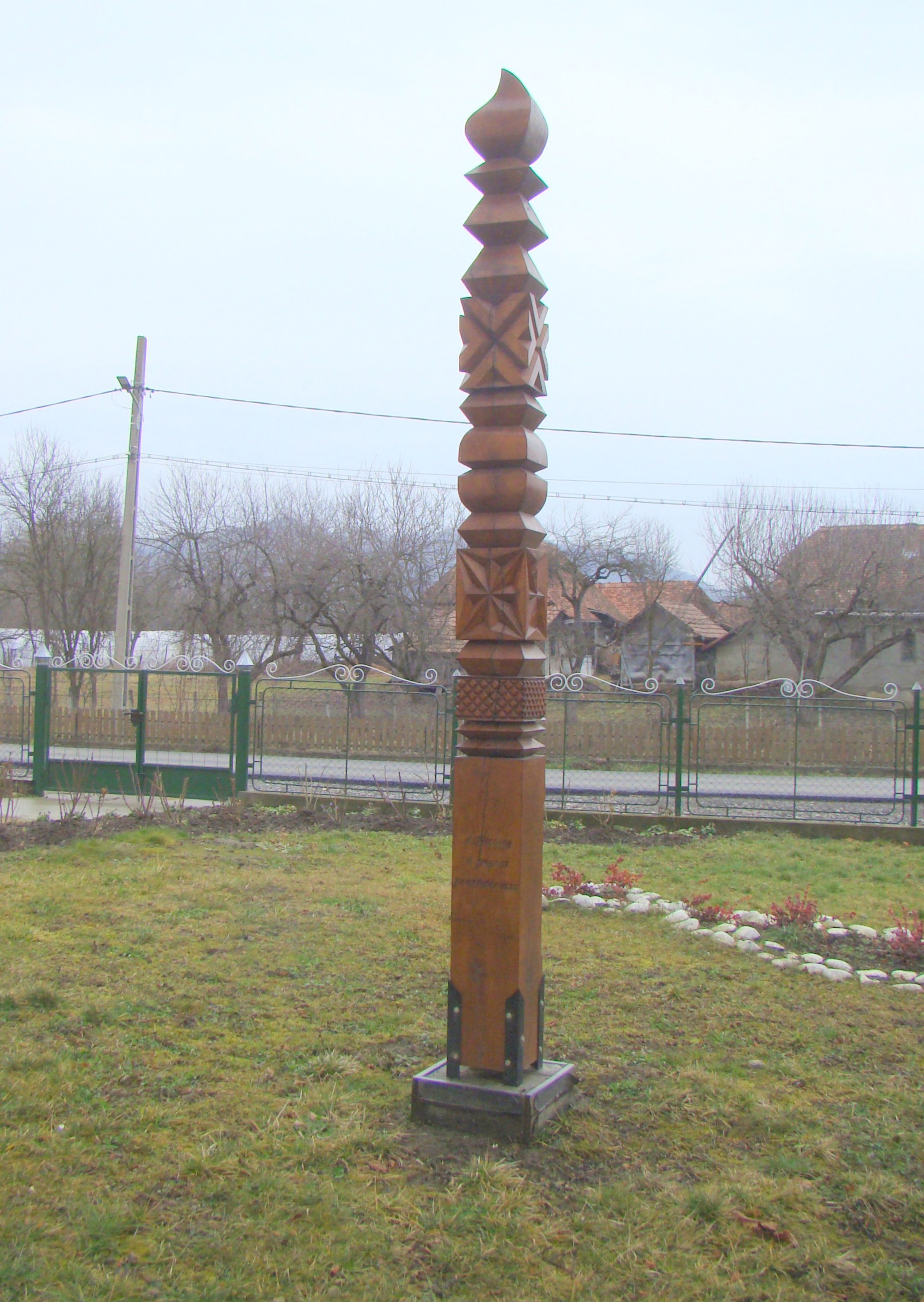
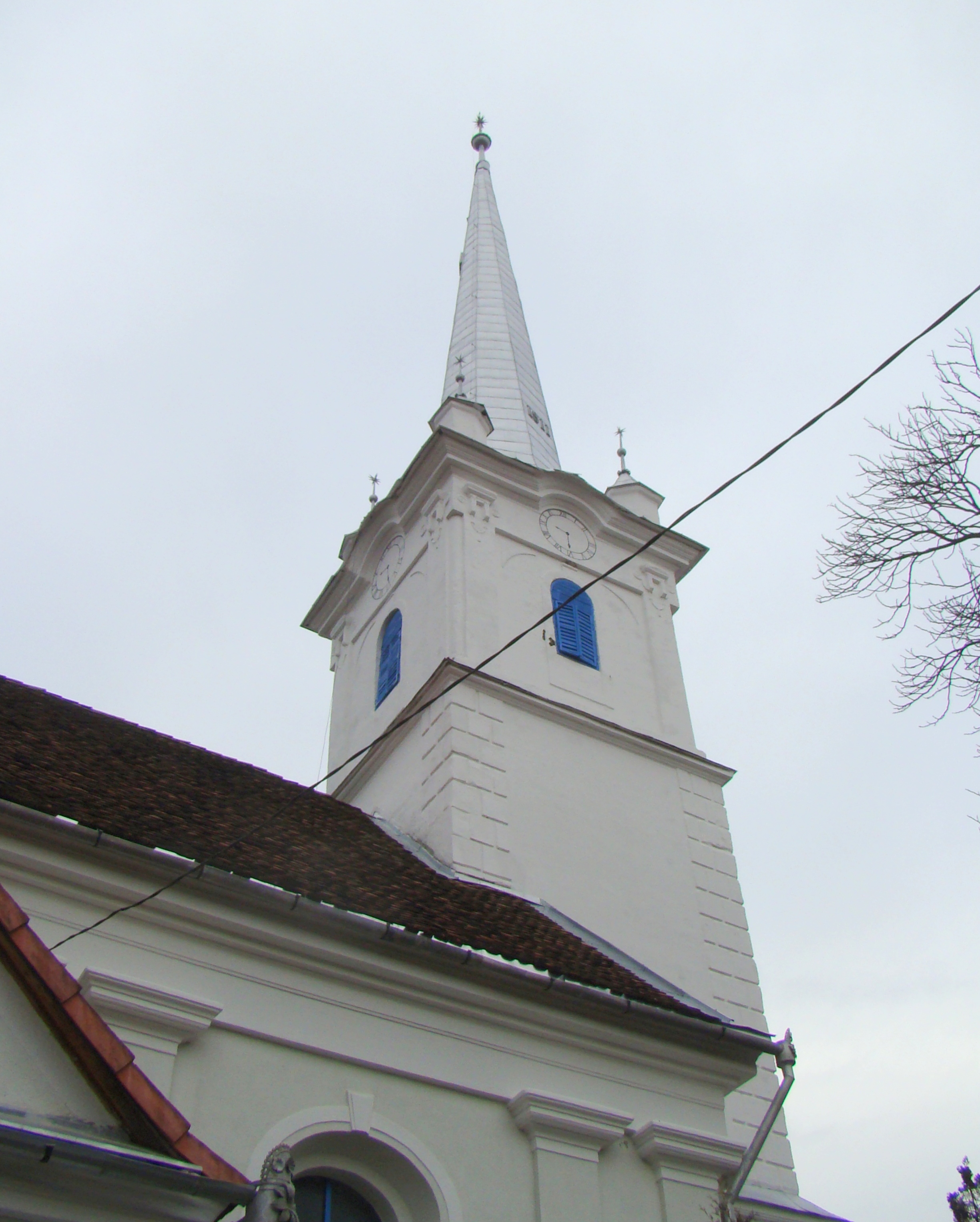
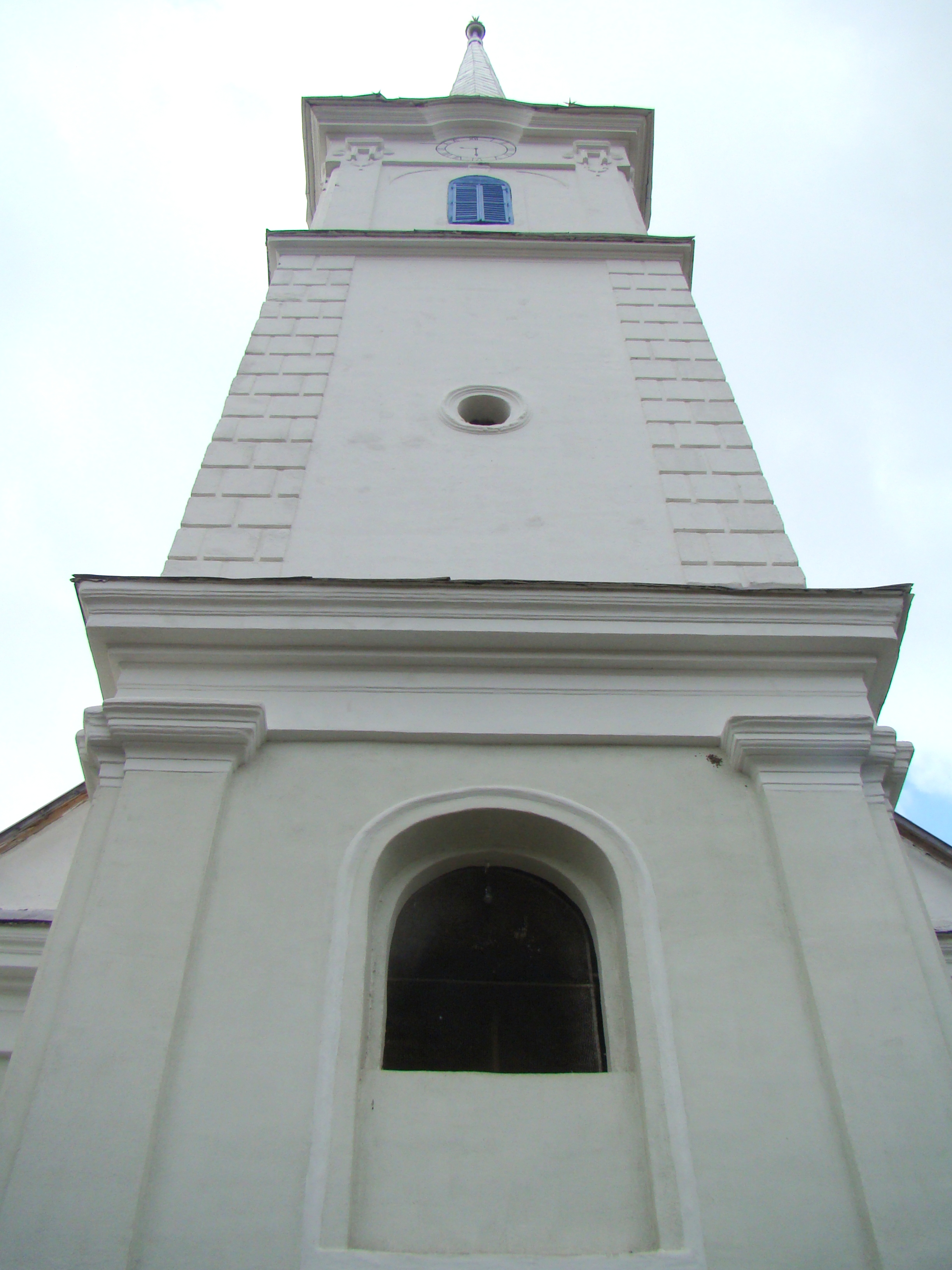
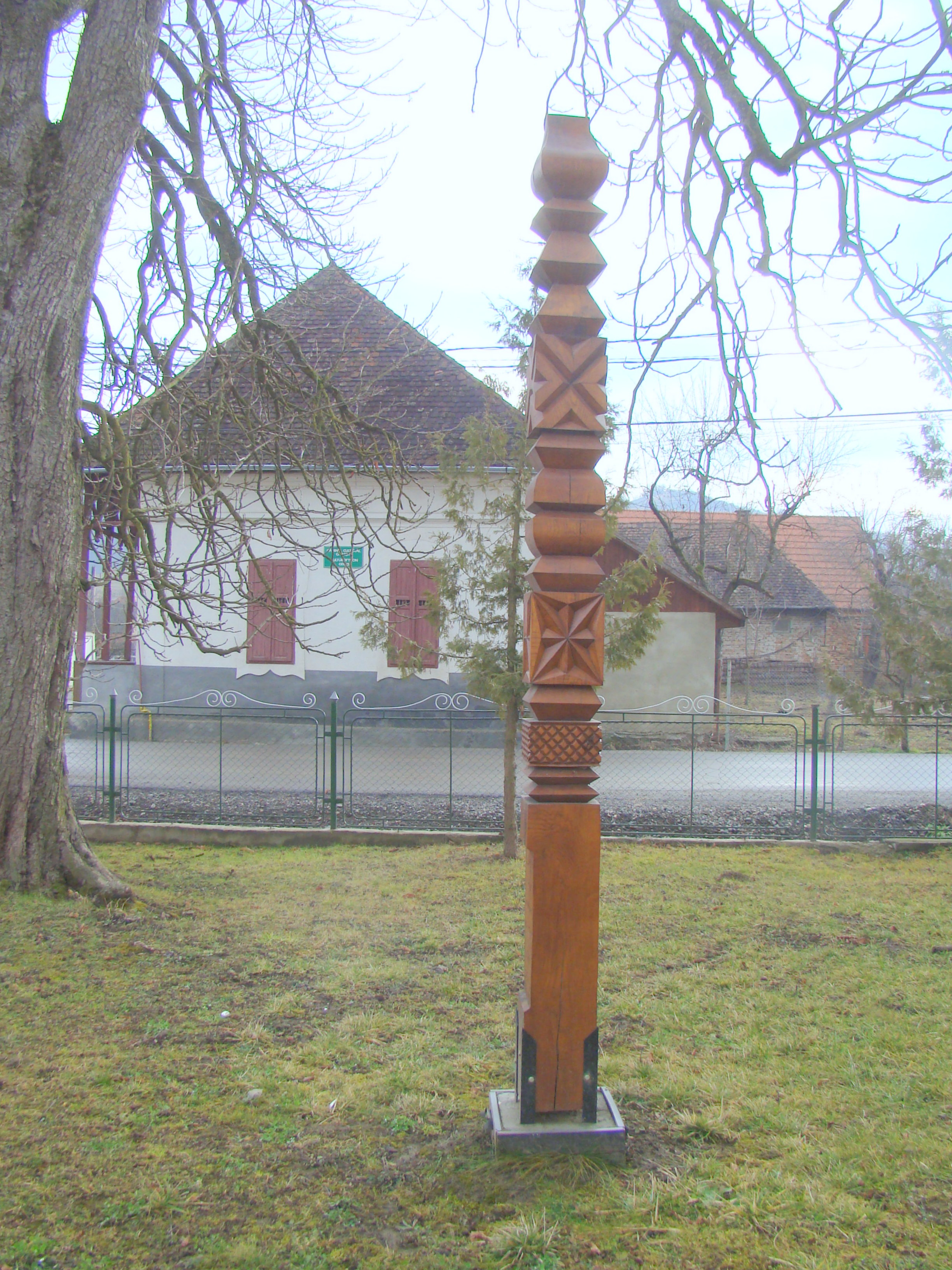
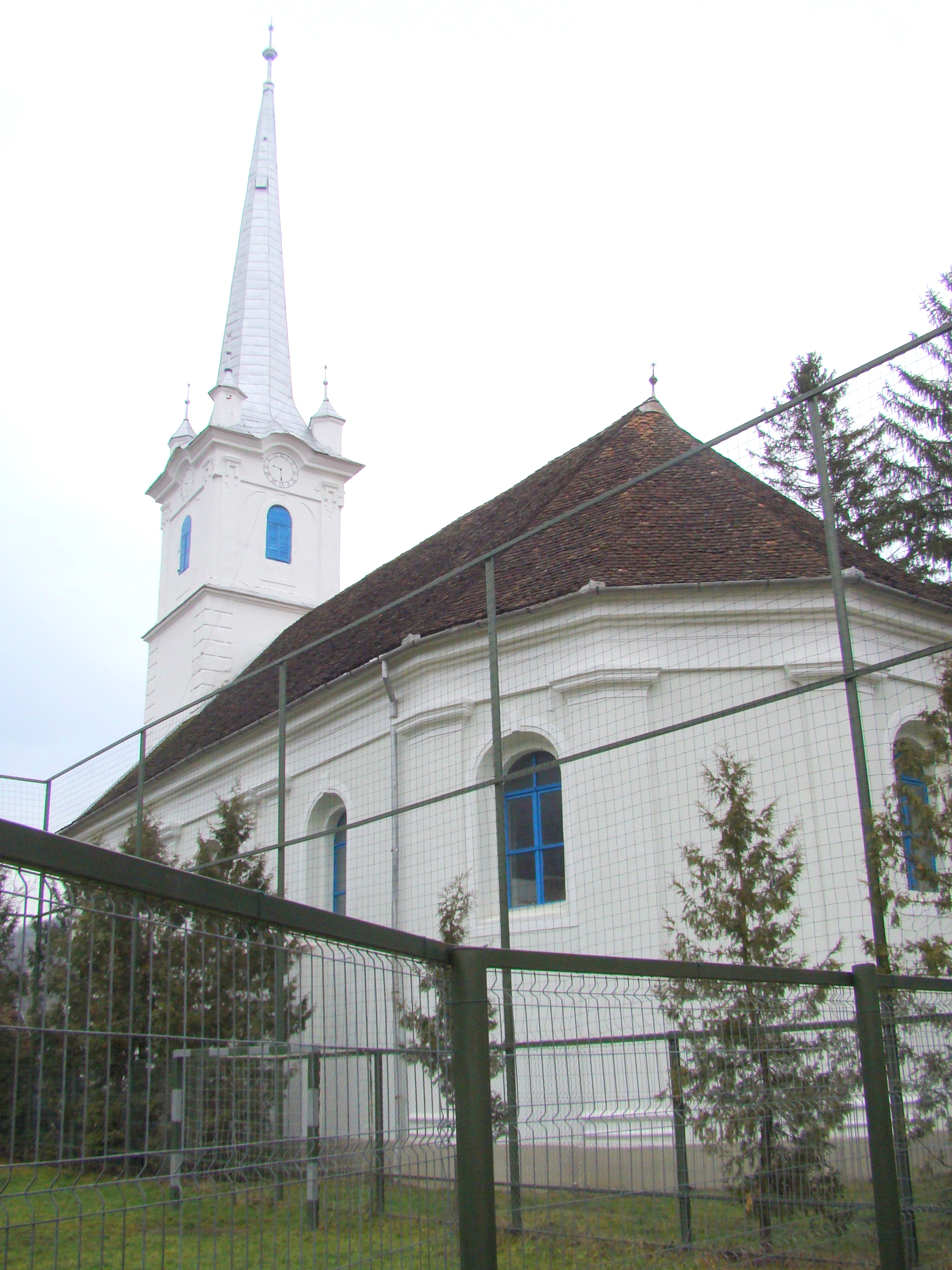
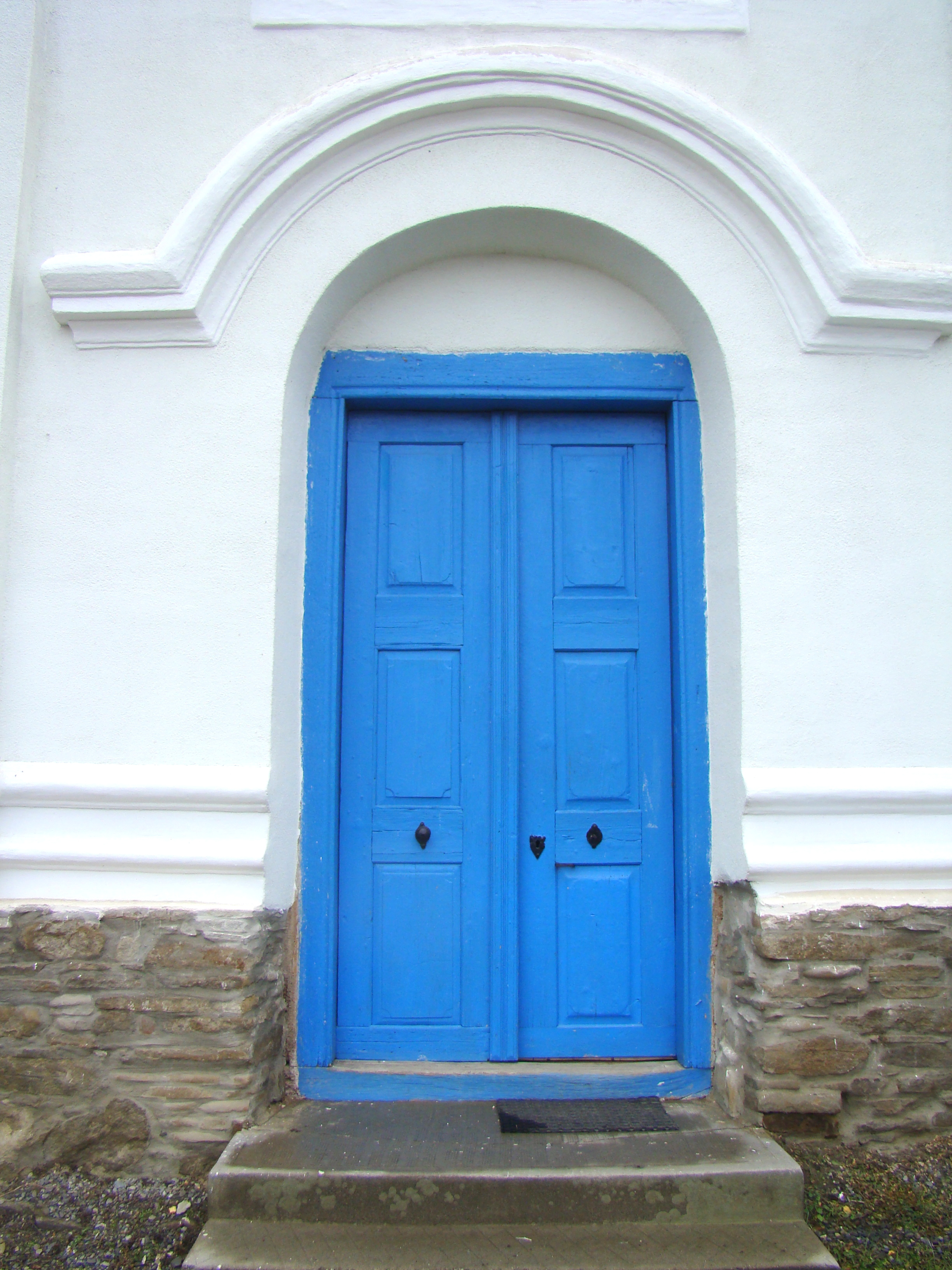
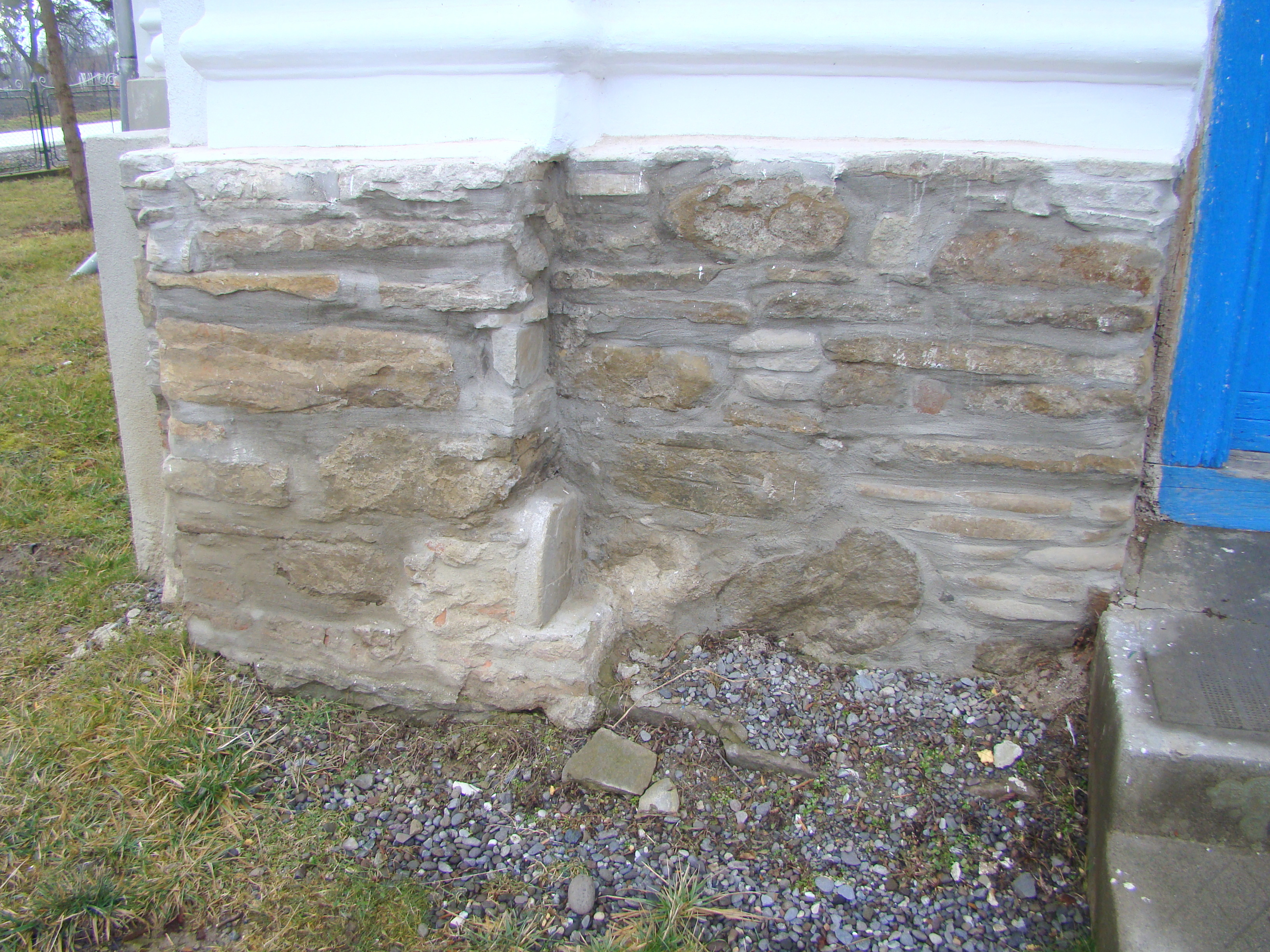
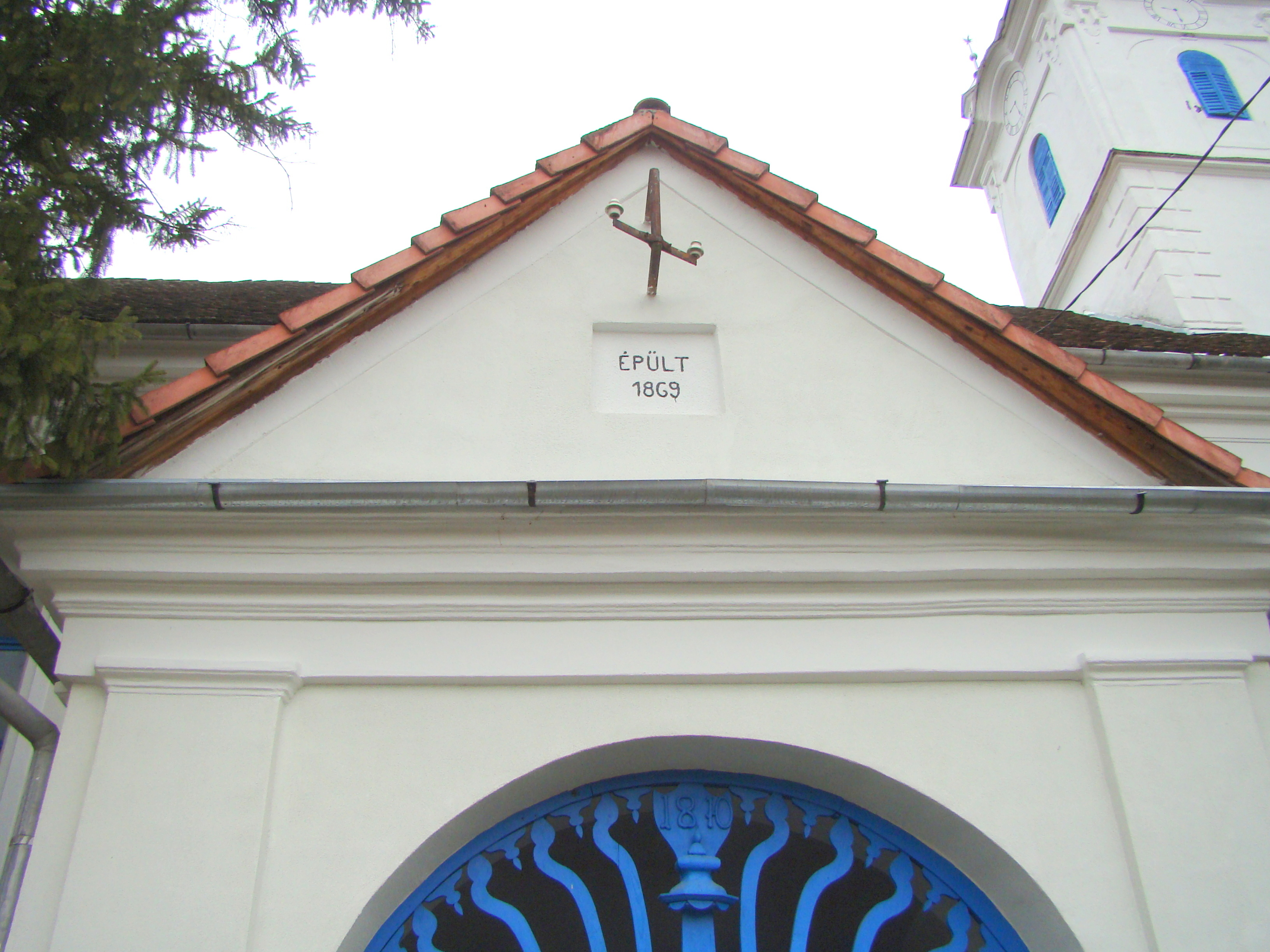
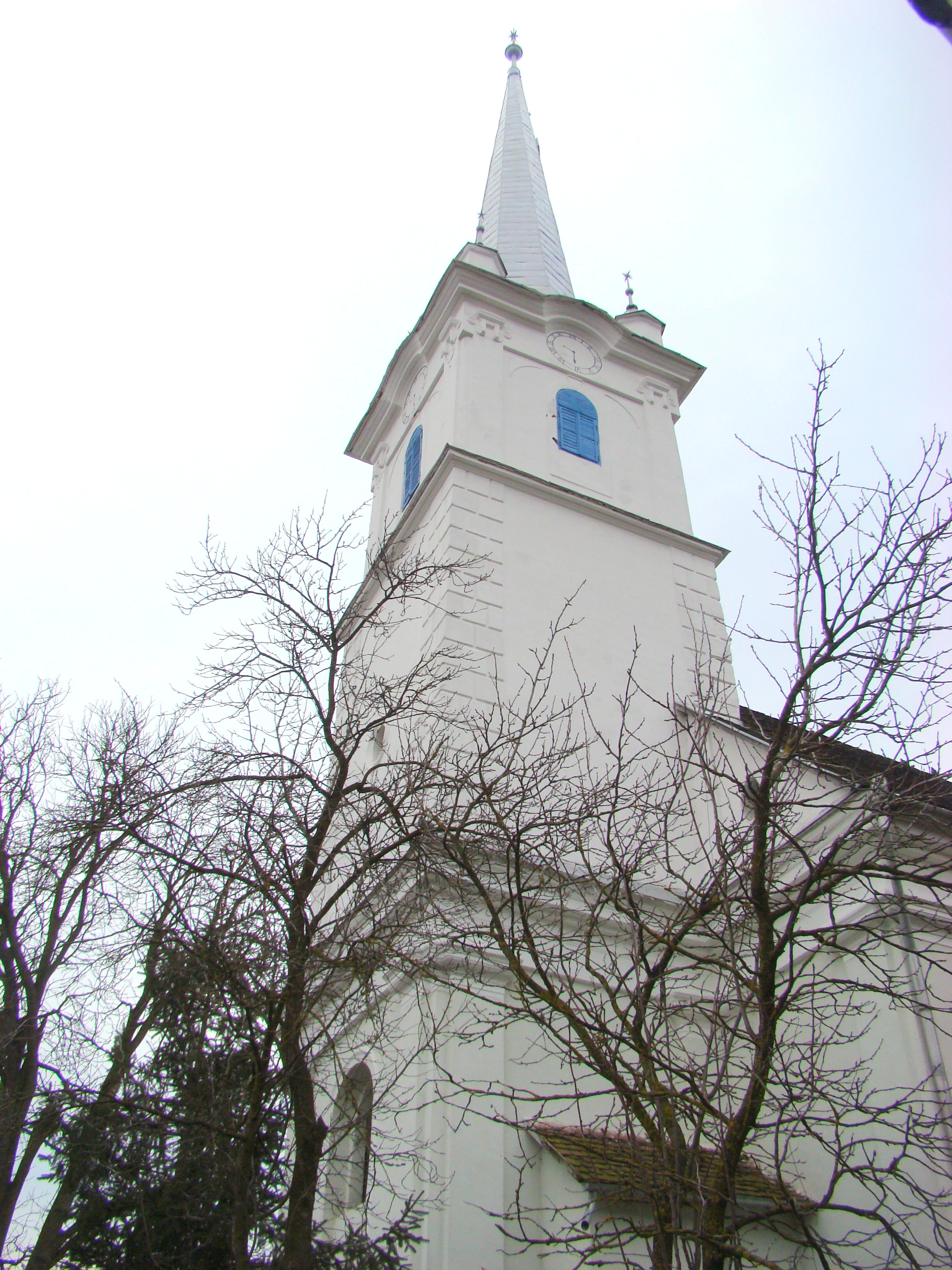
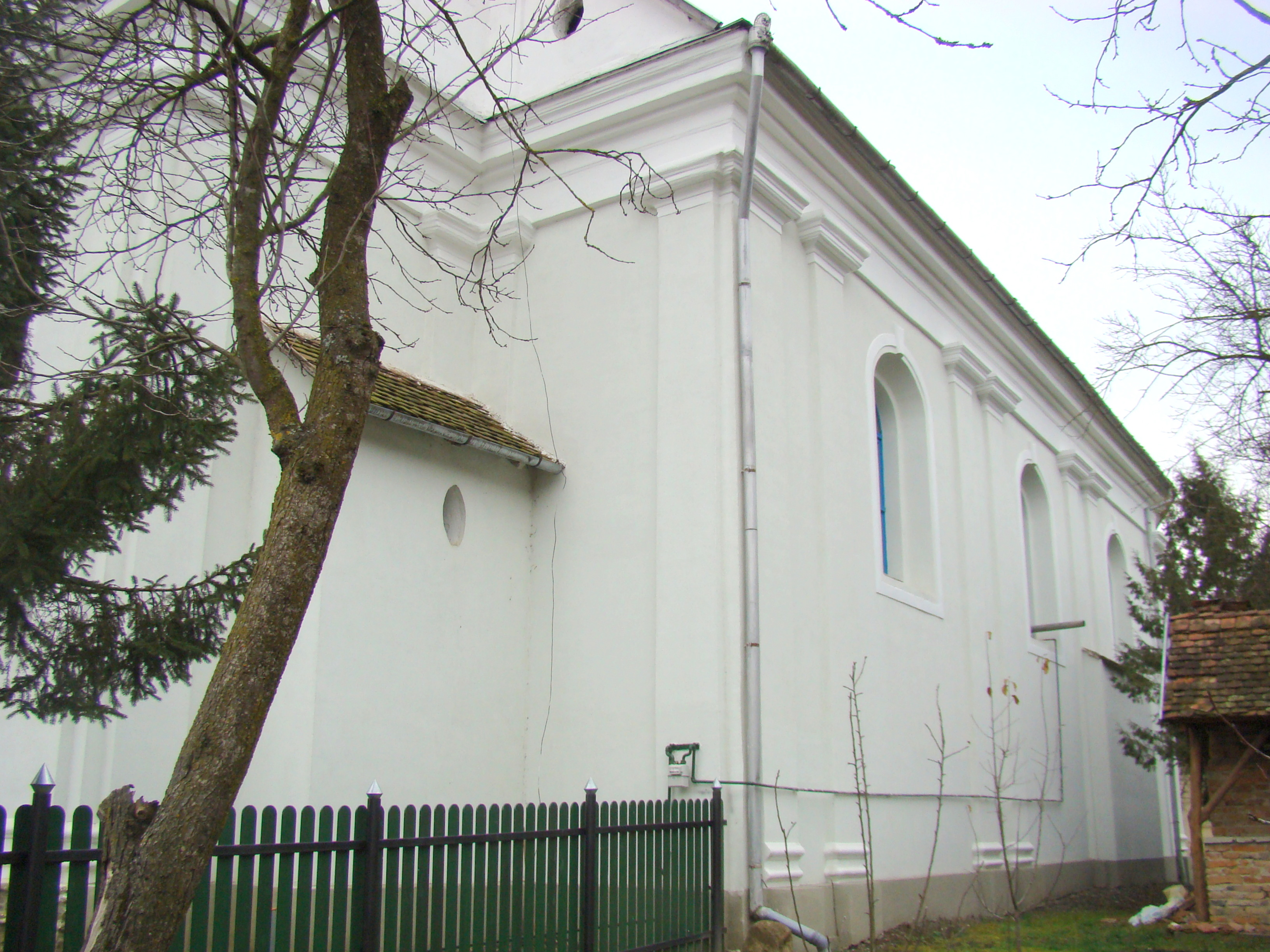

### Interior

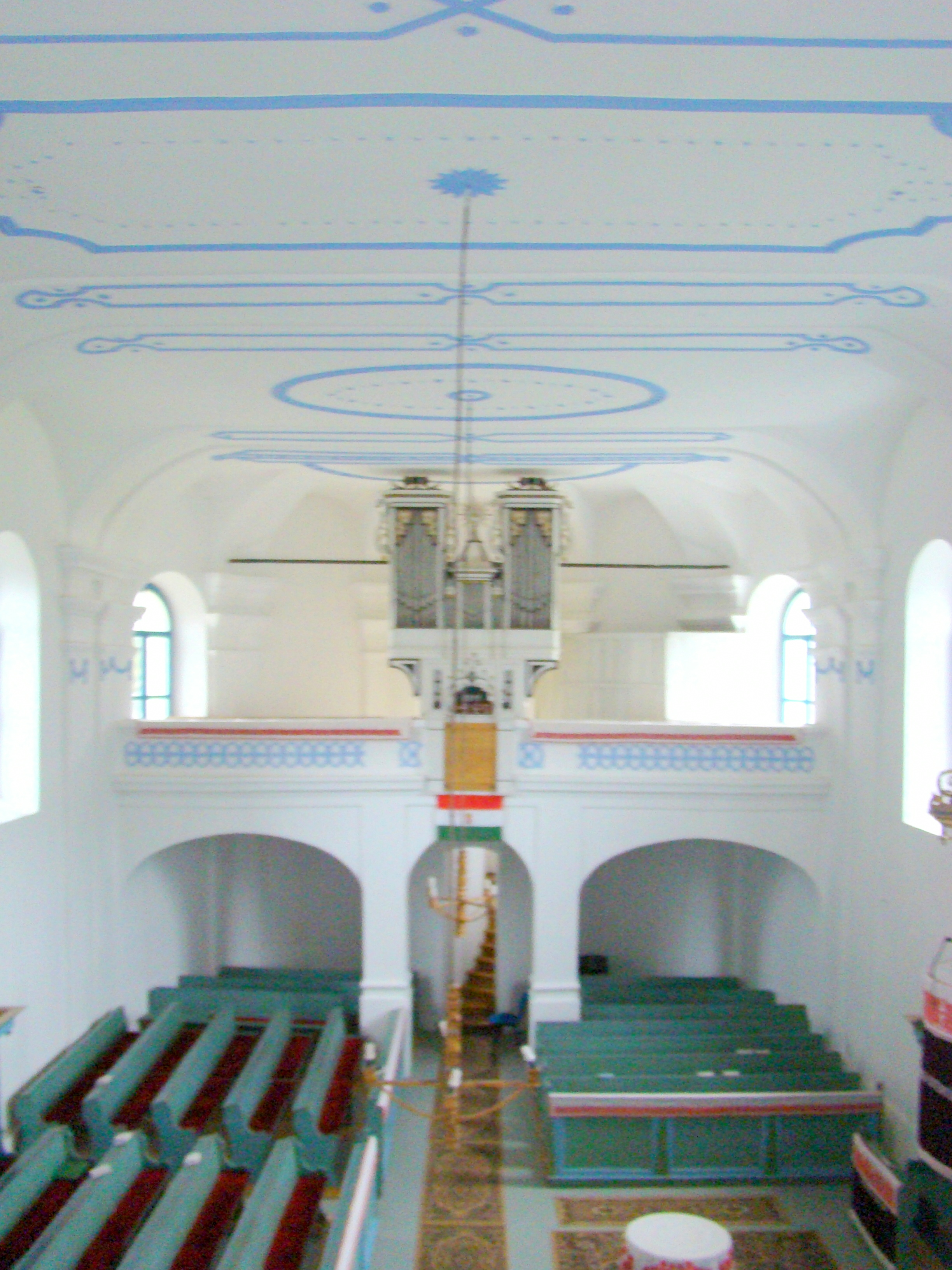
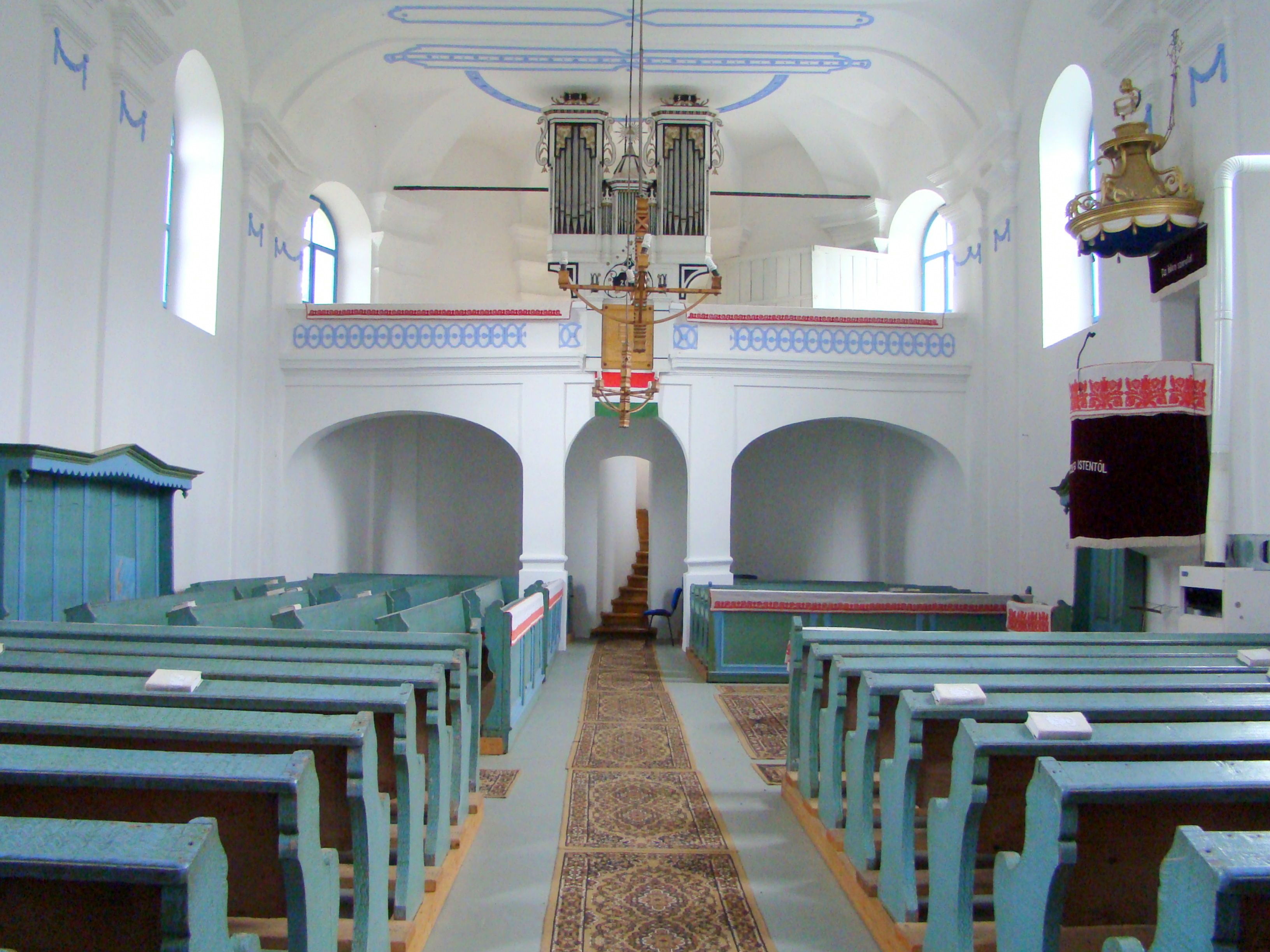
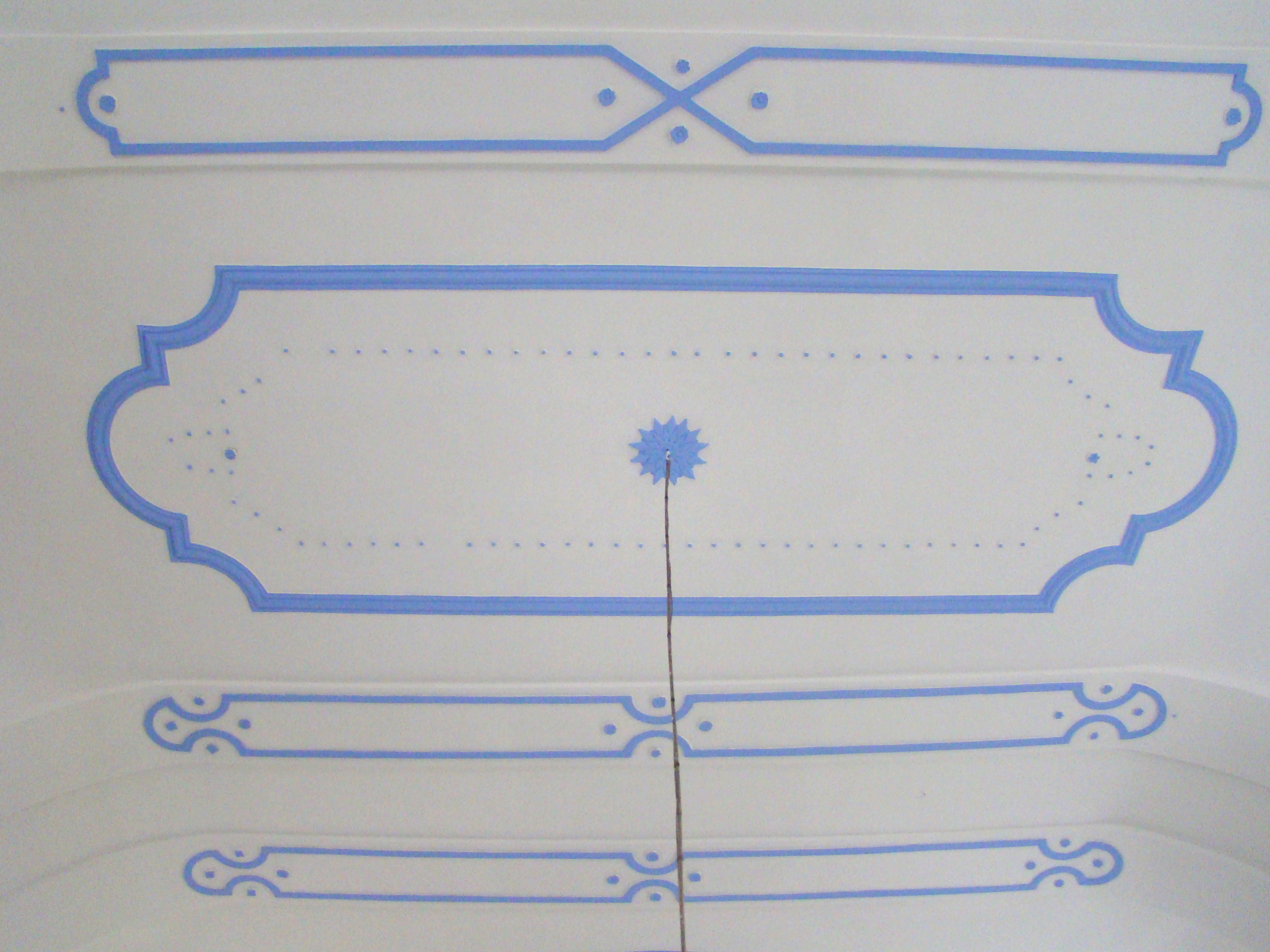
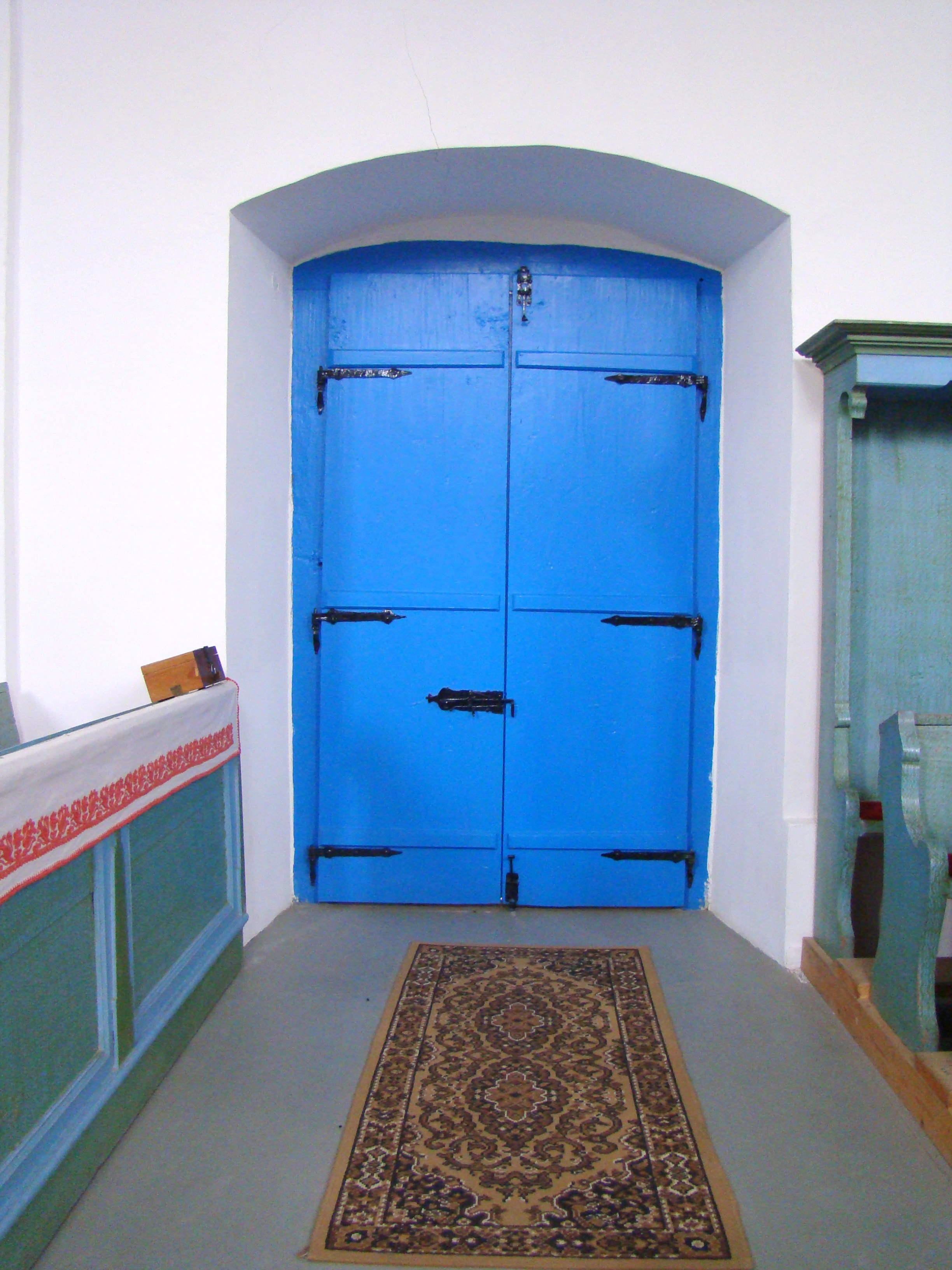
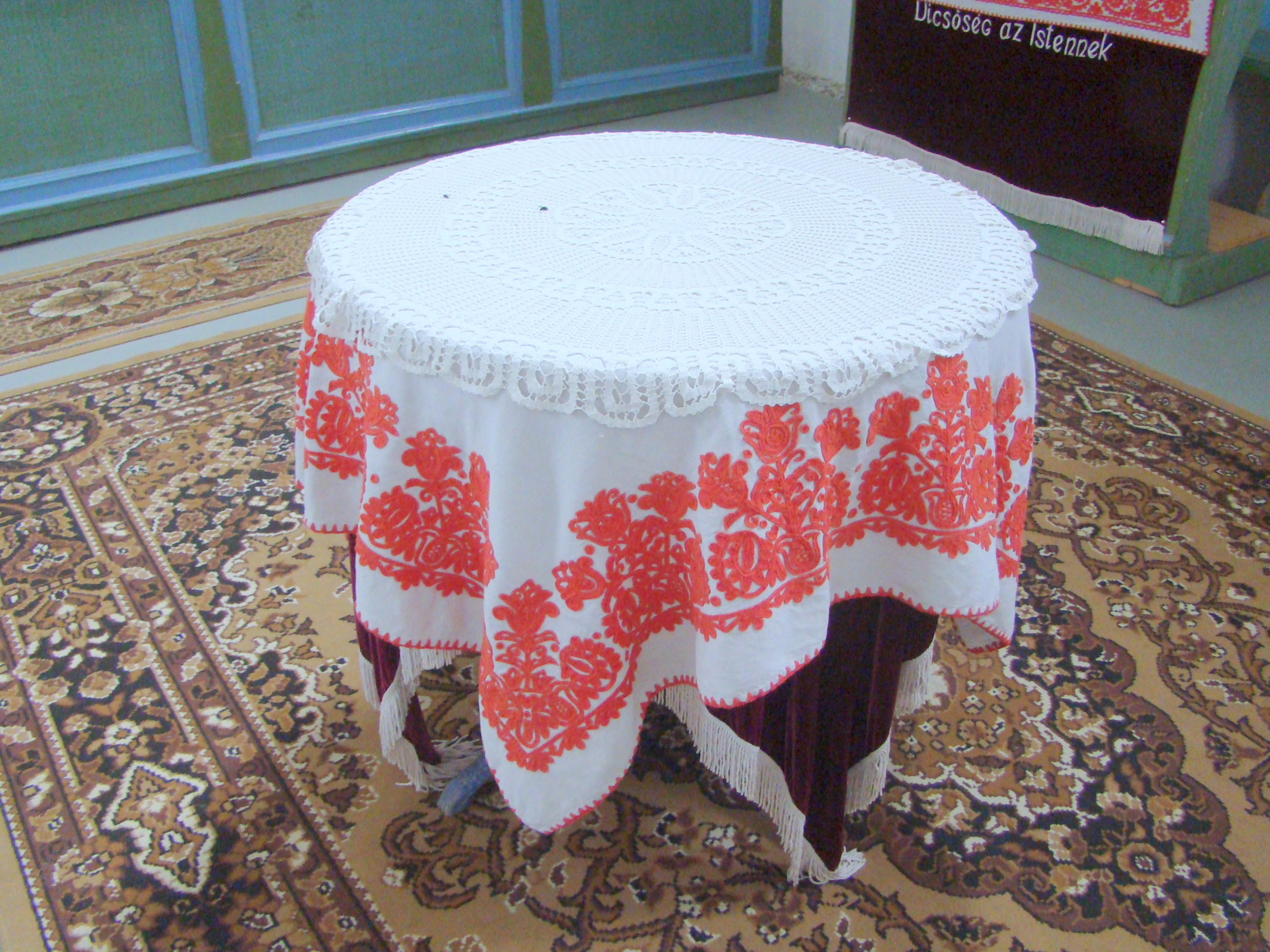
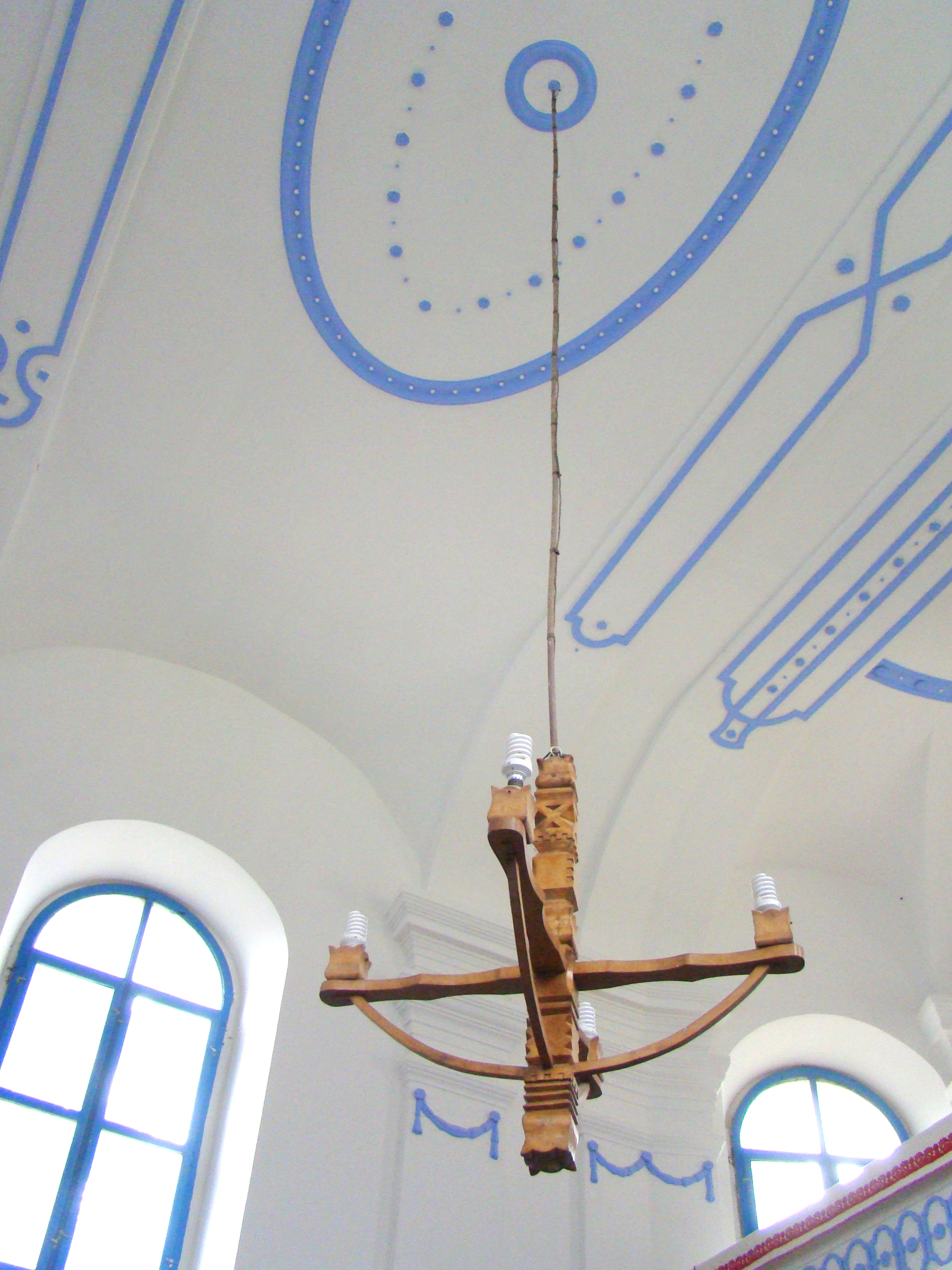
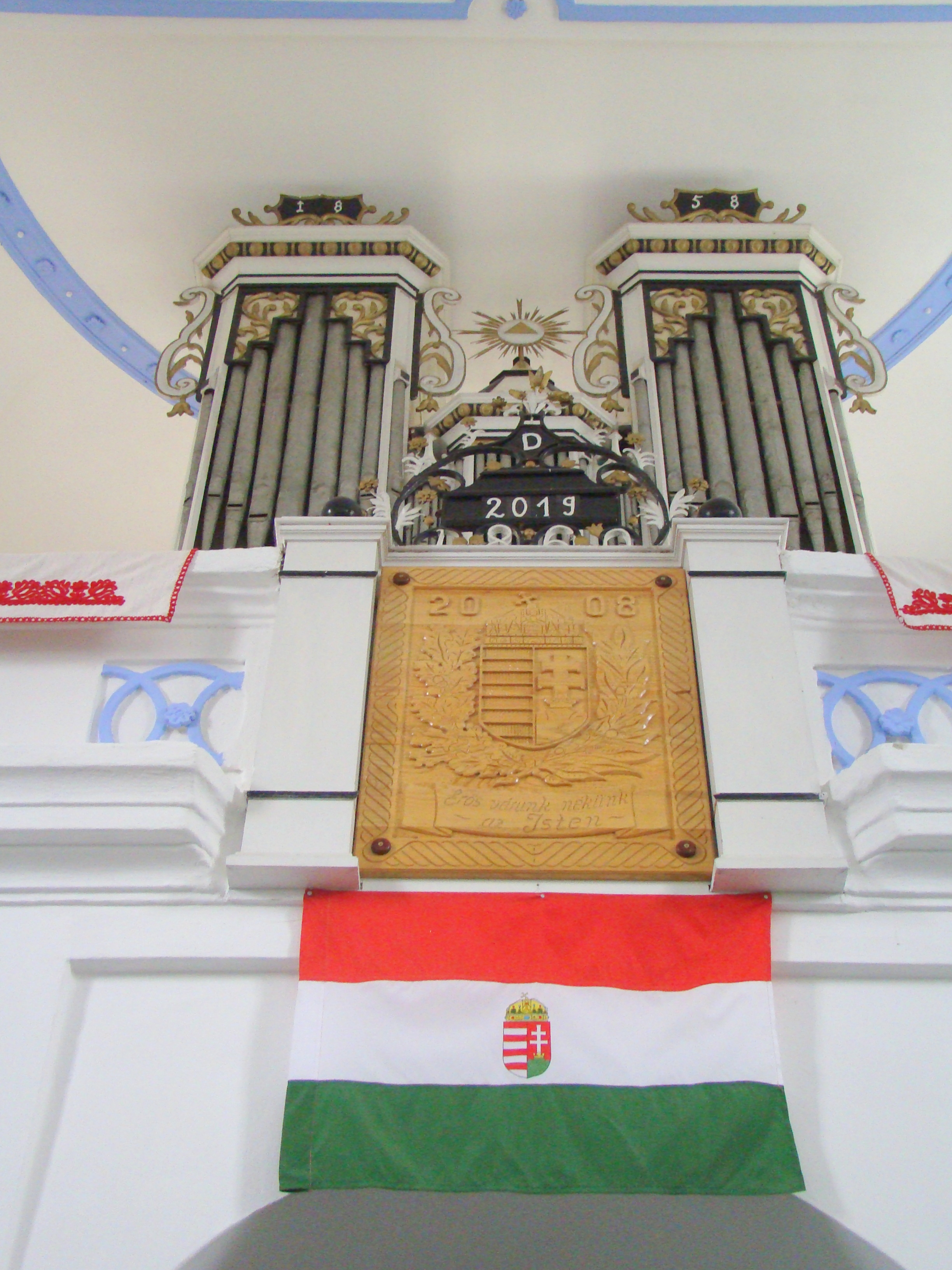
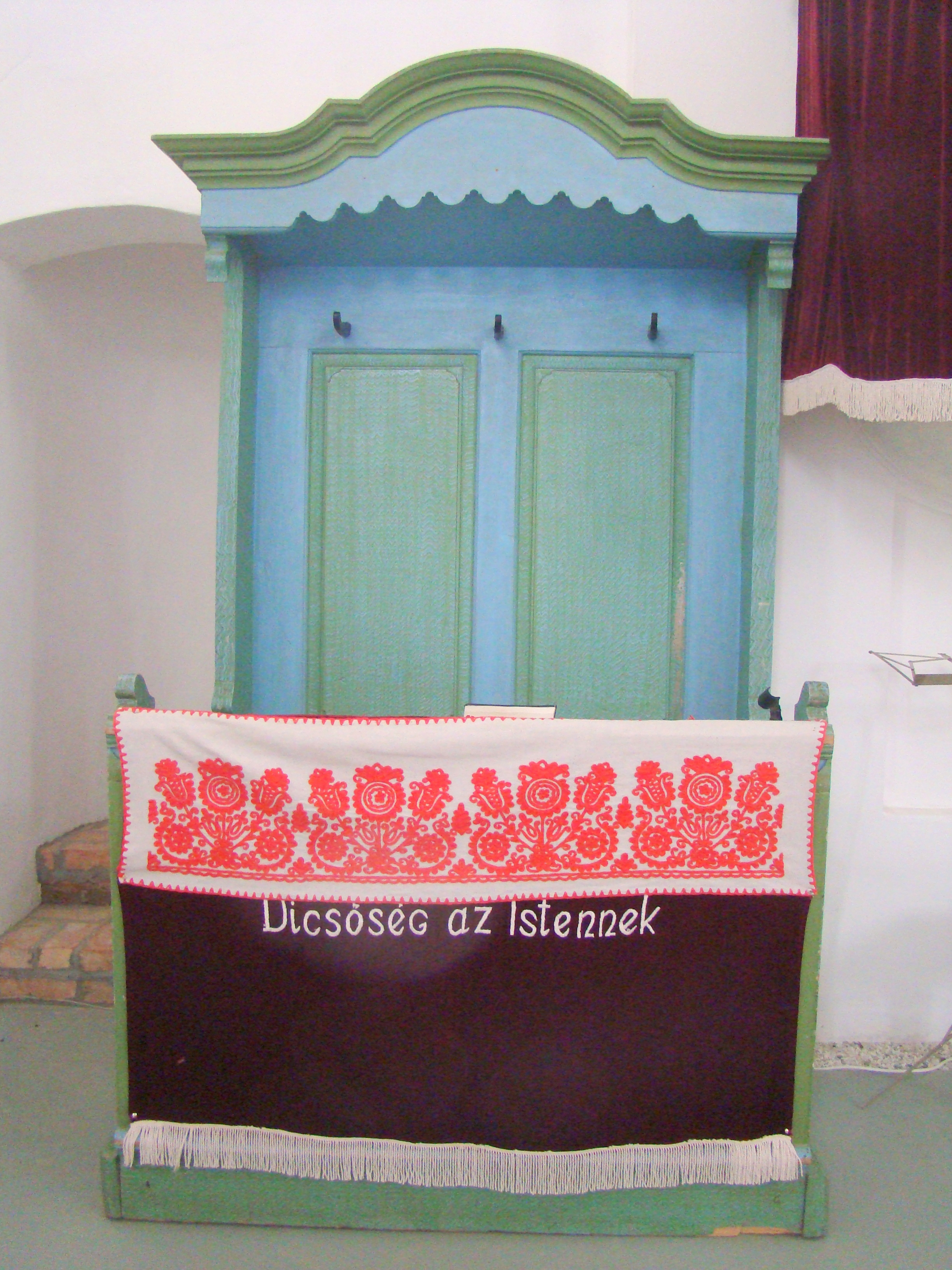
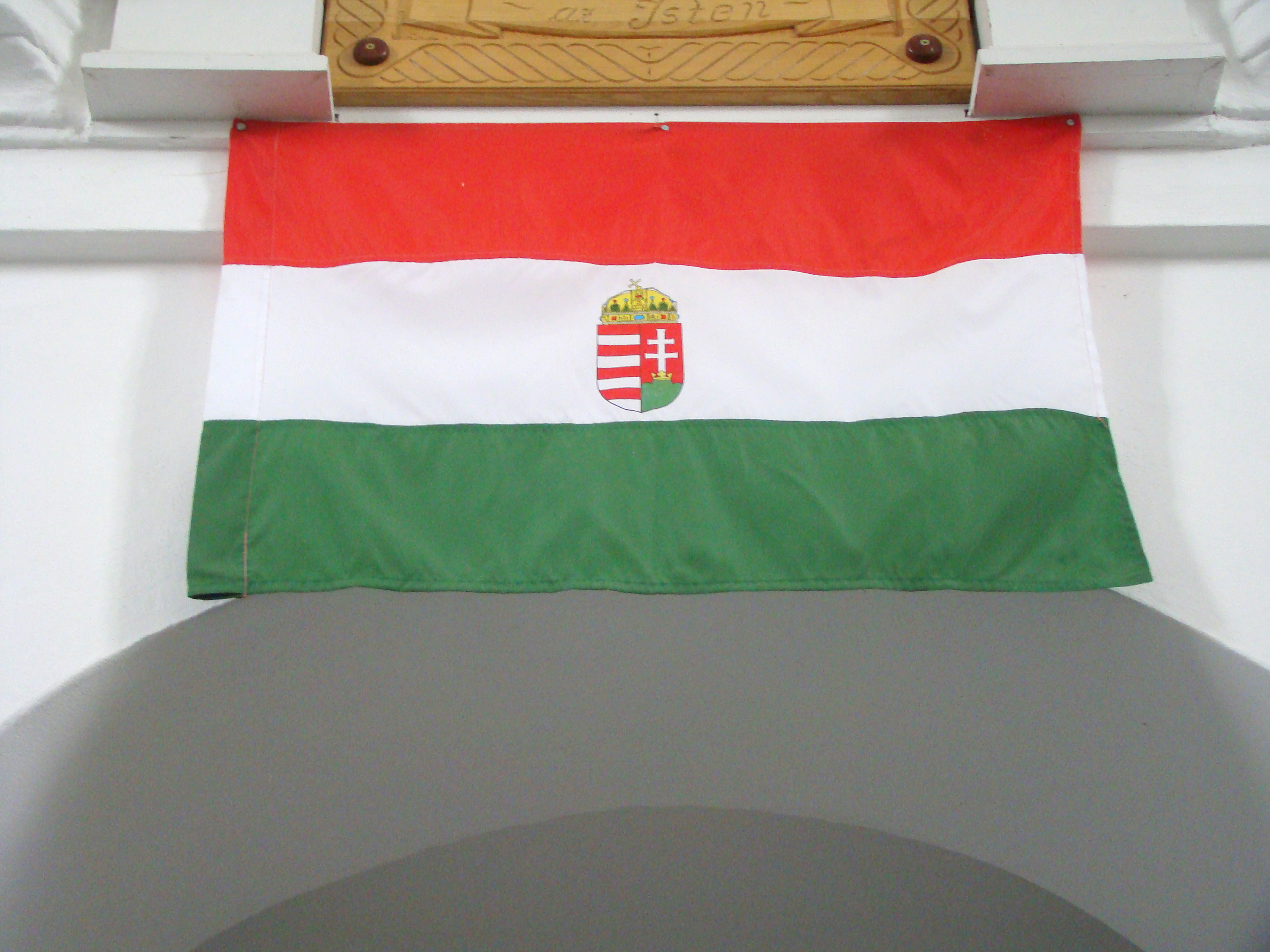
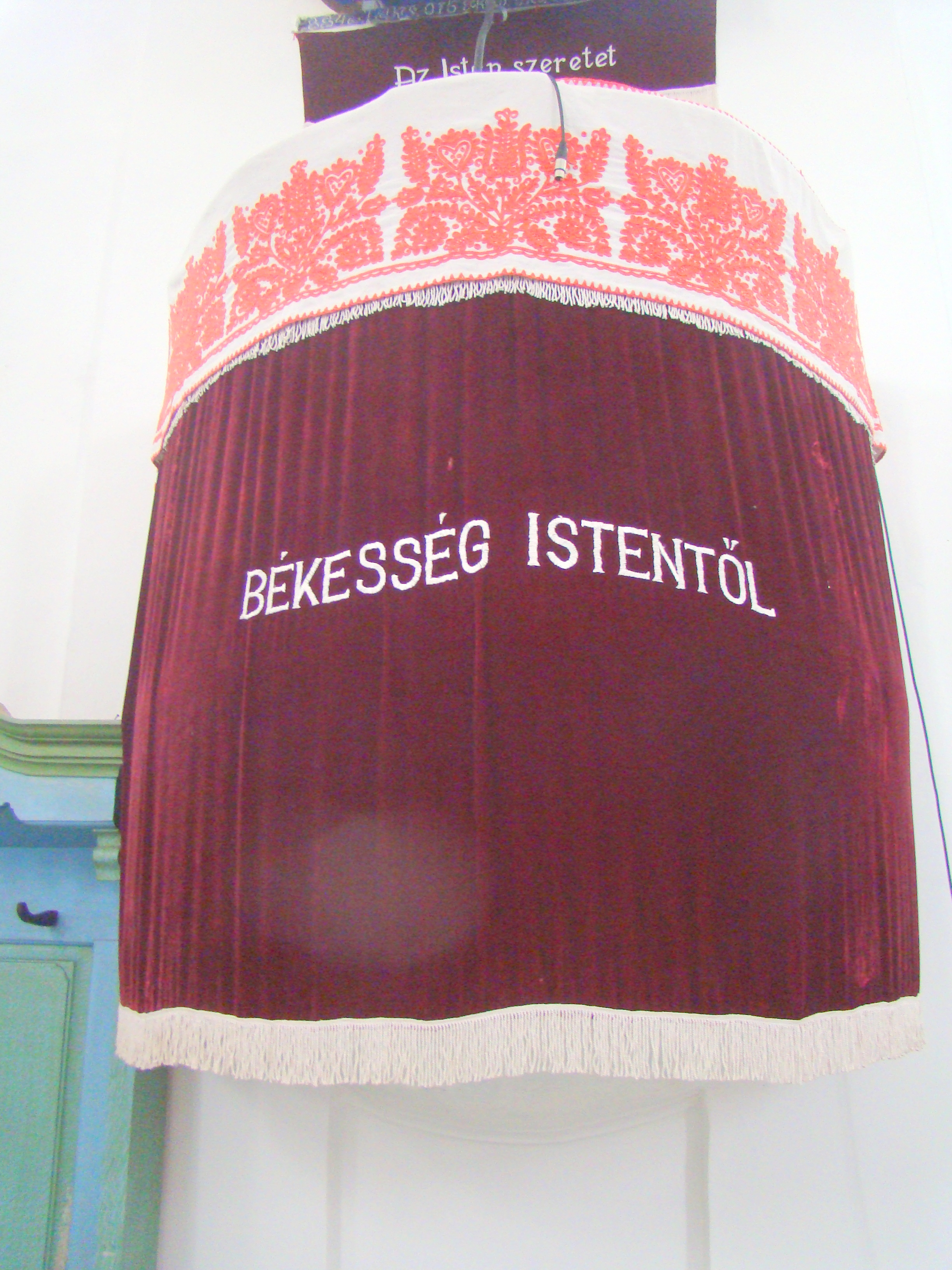
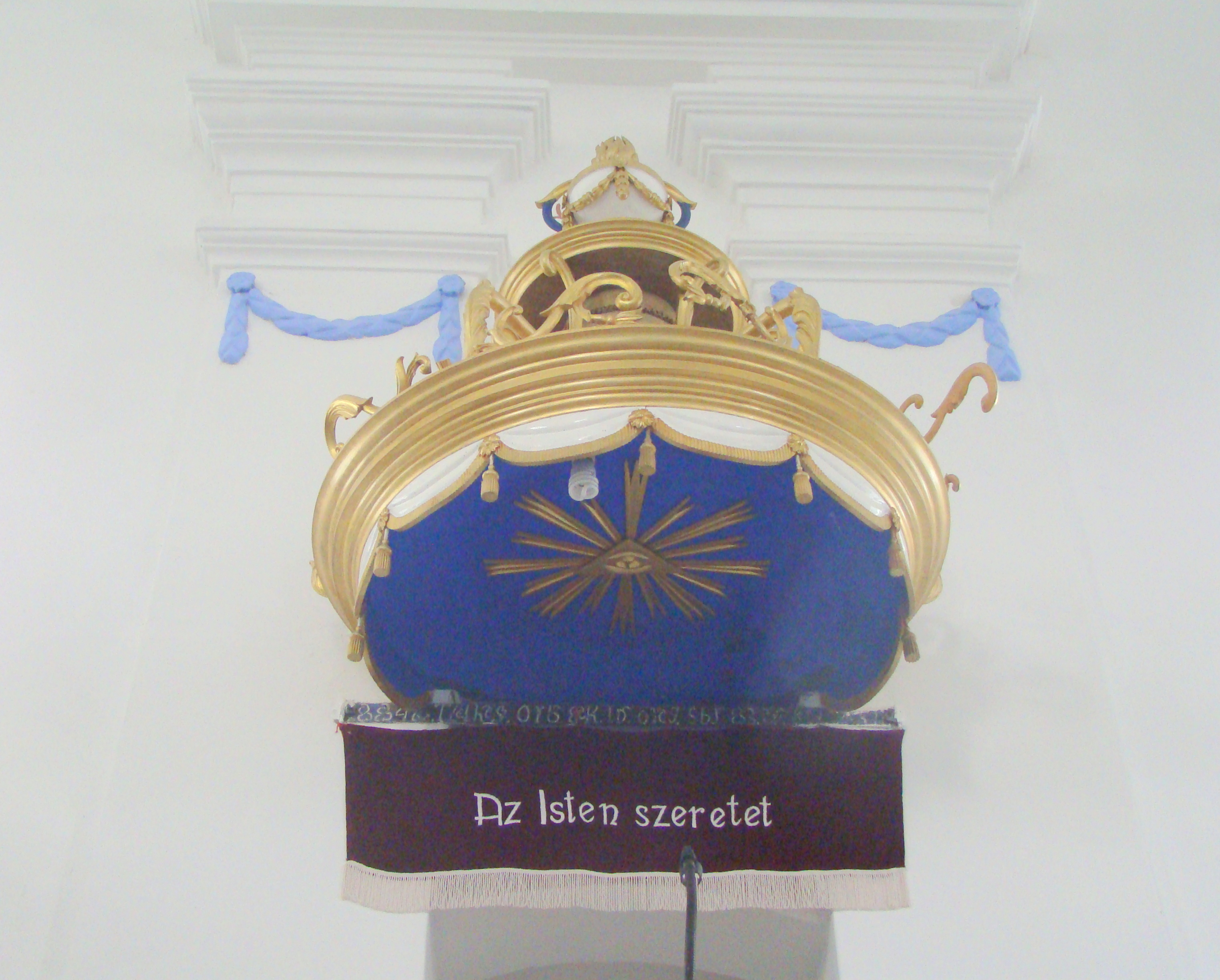
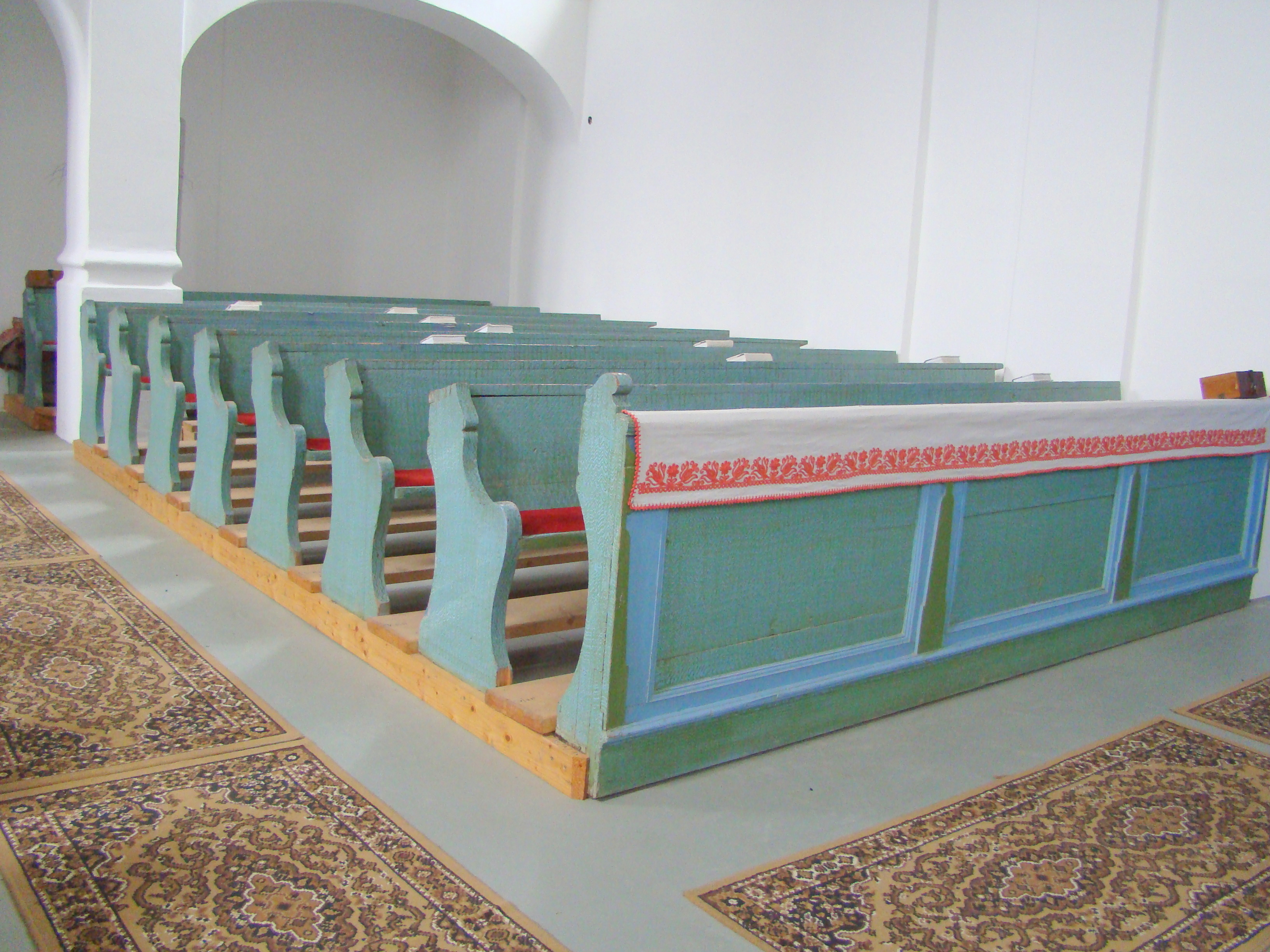
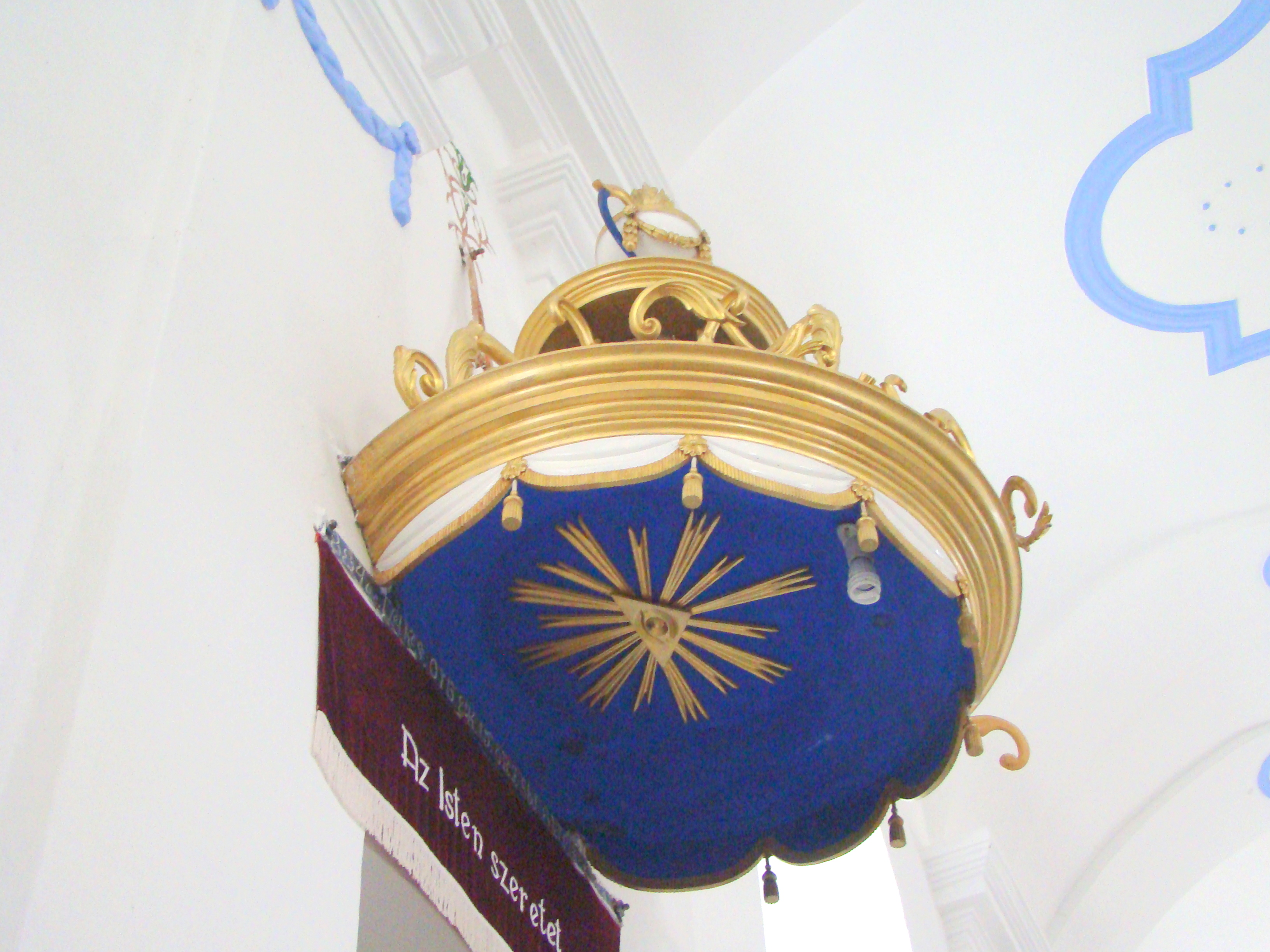
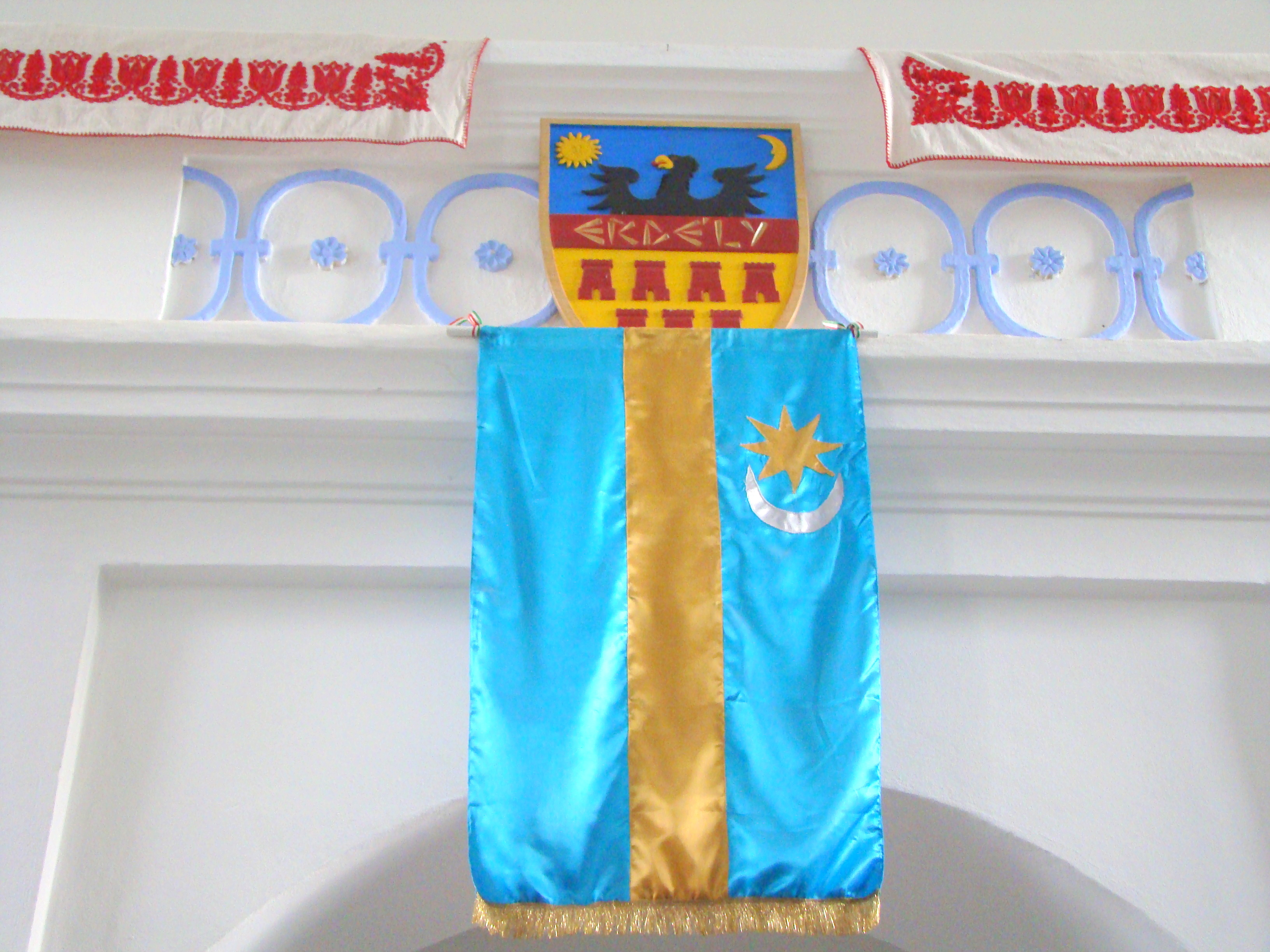
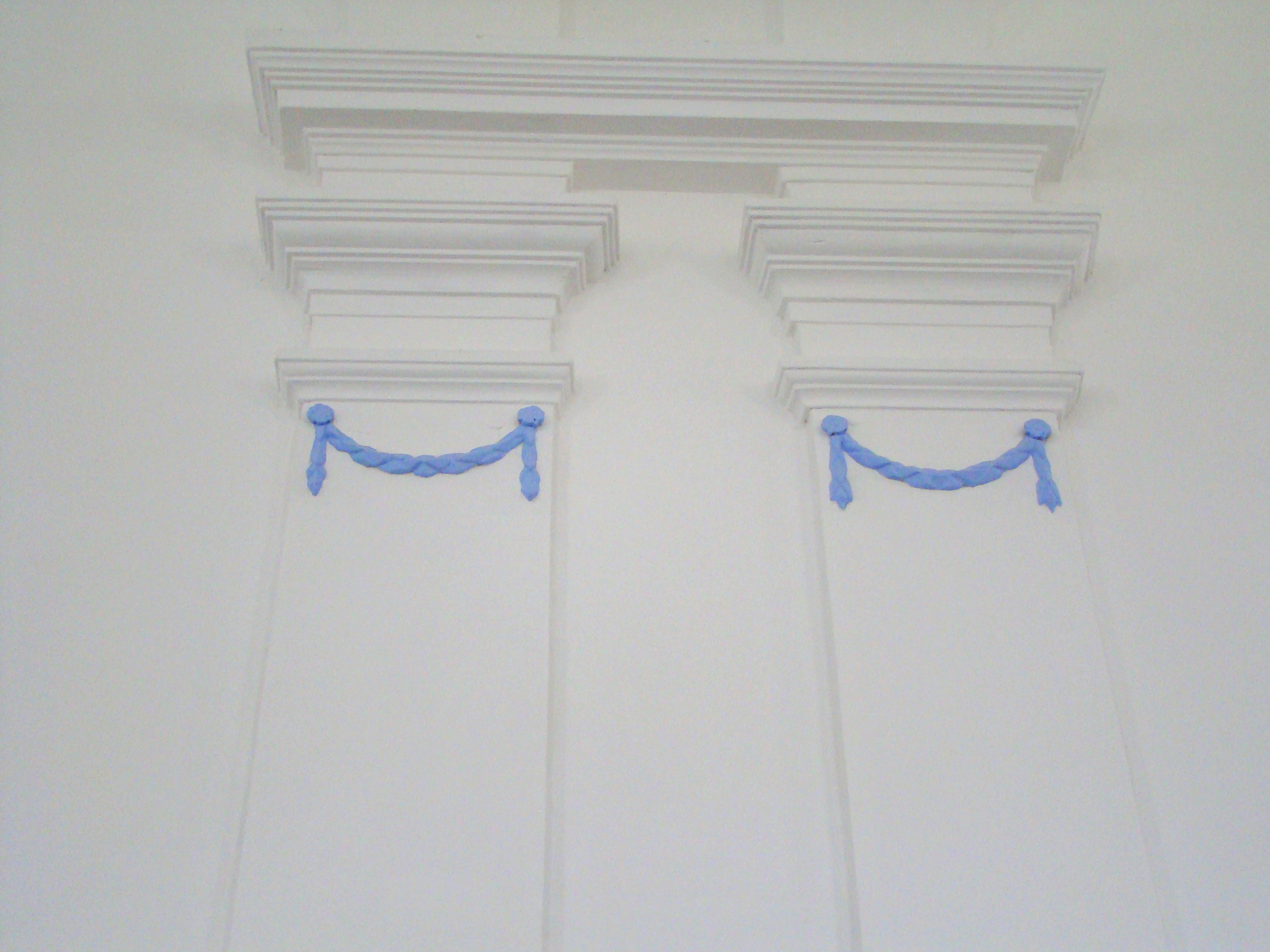
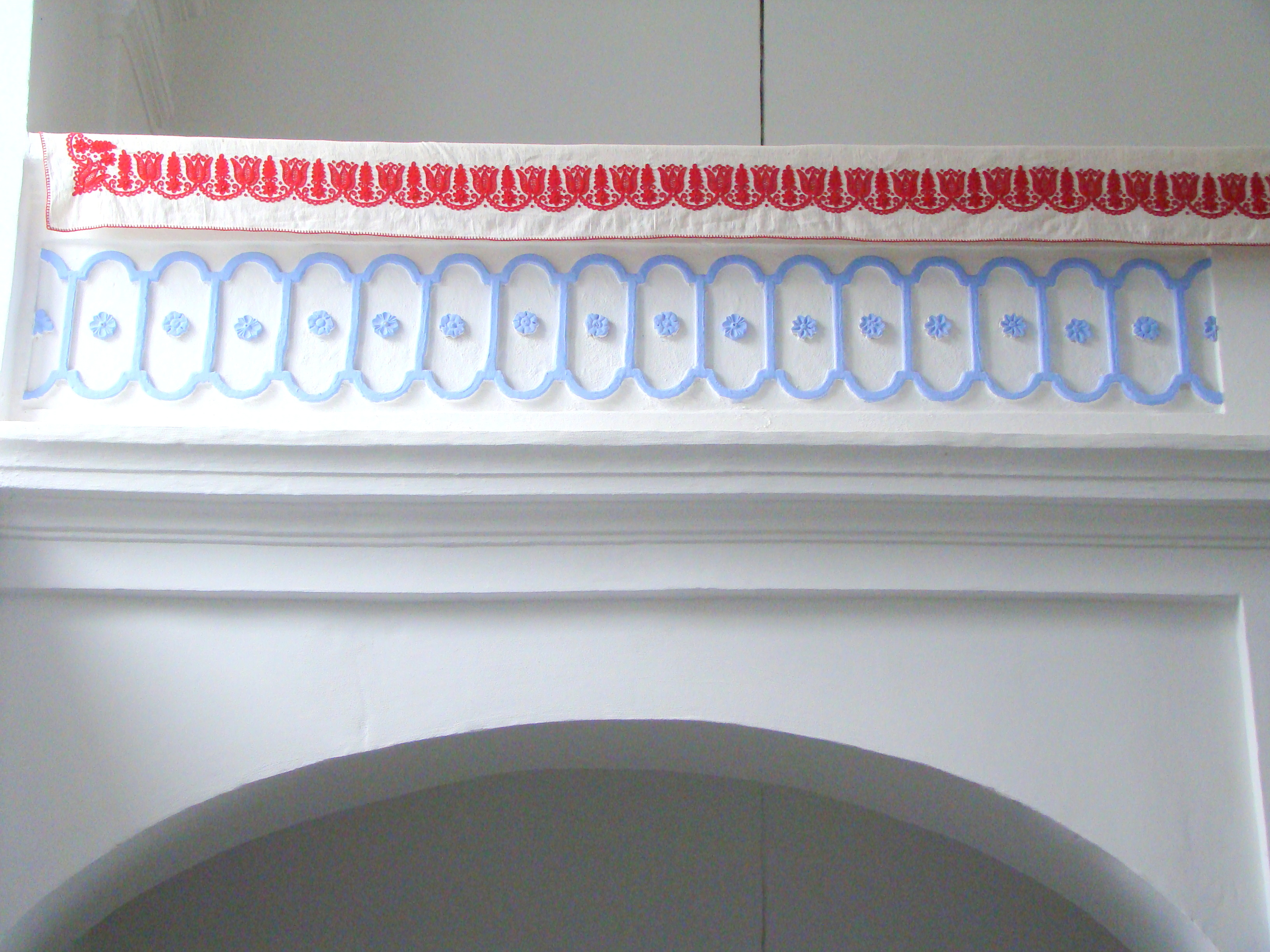
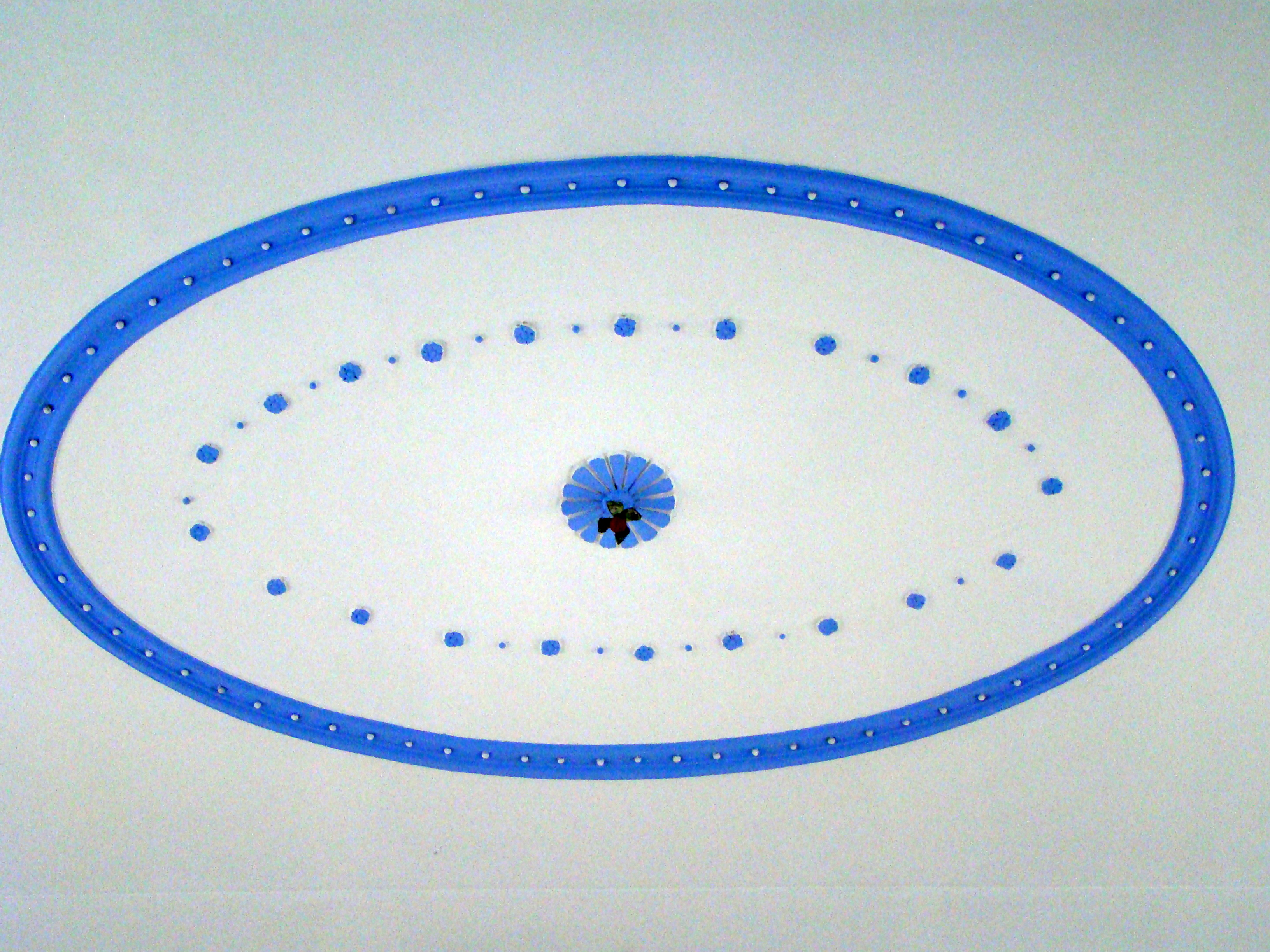
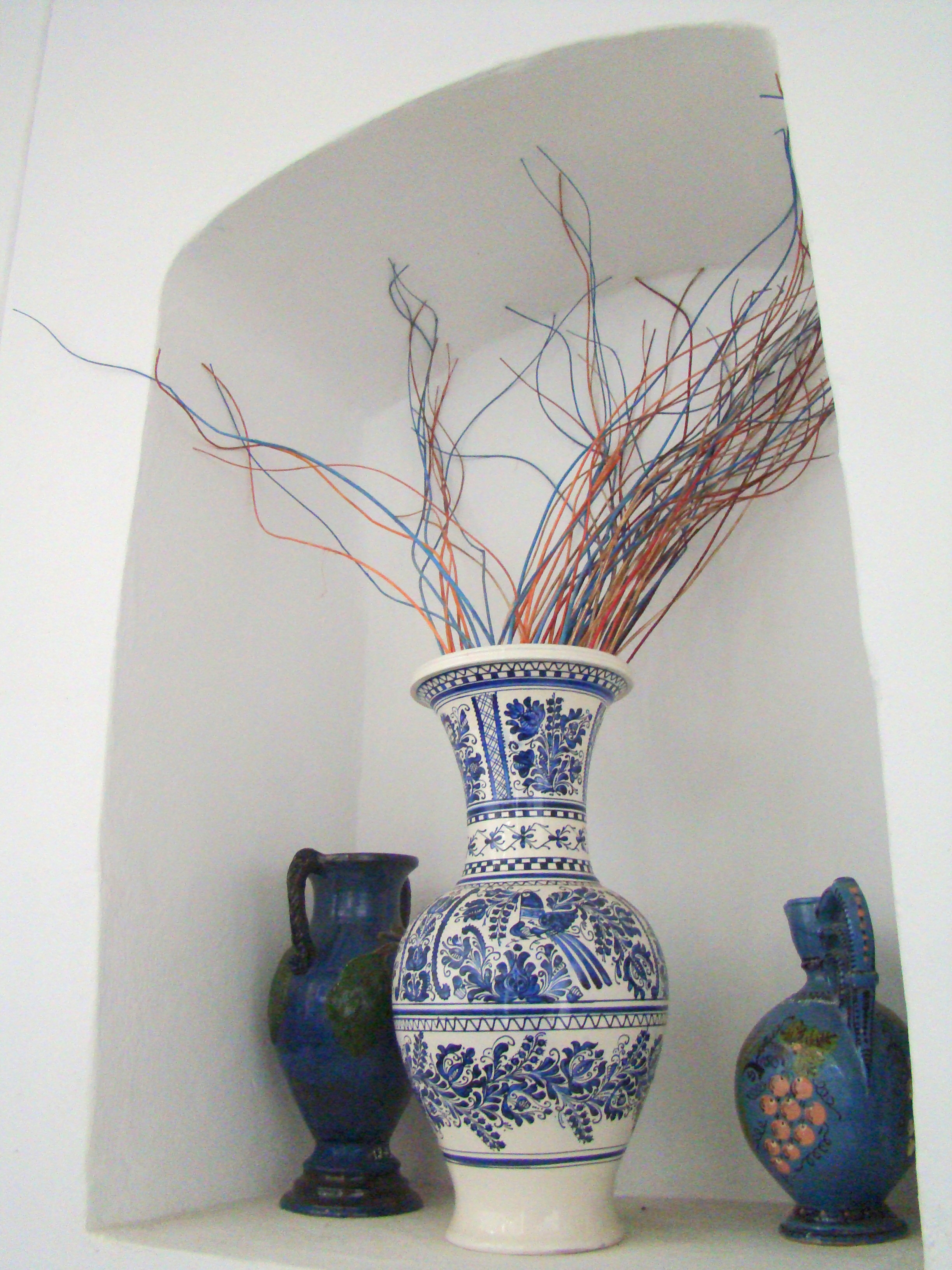
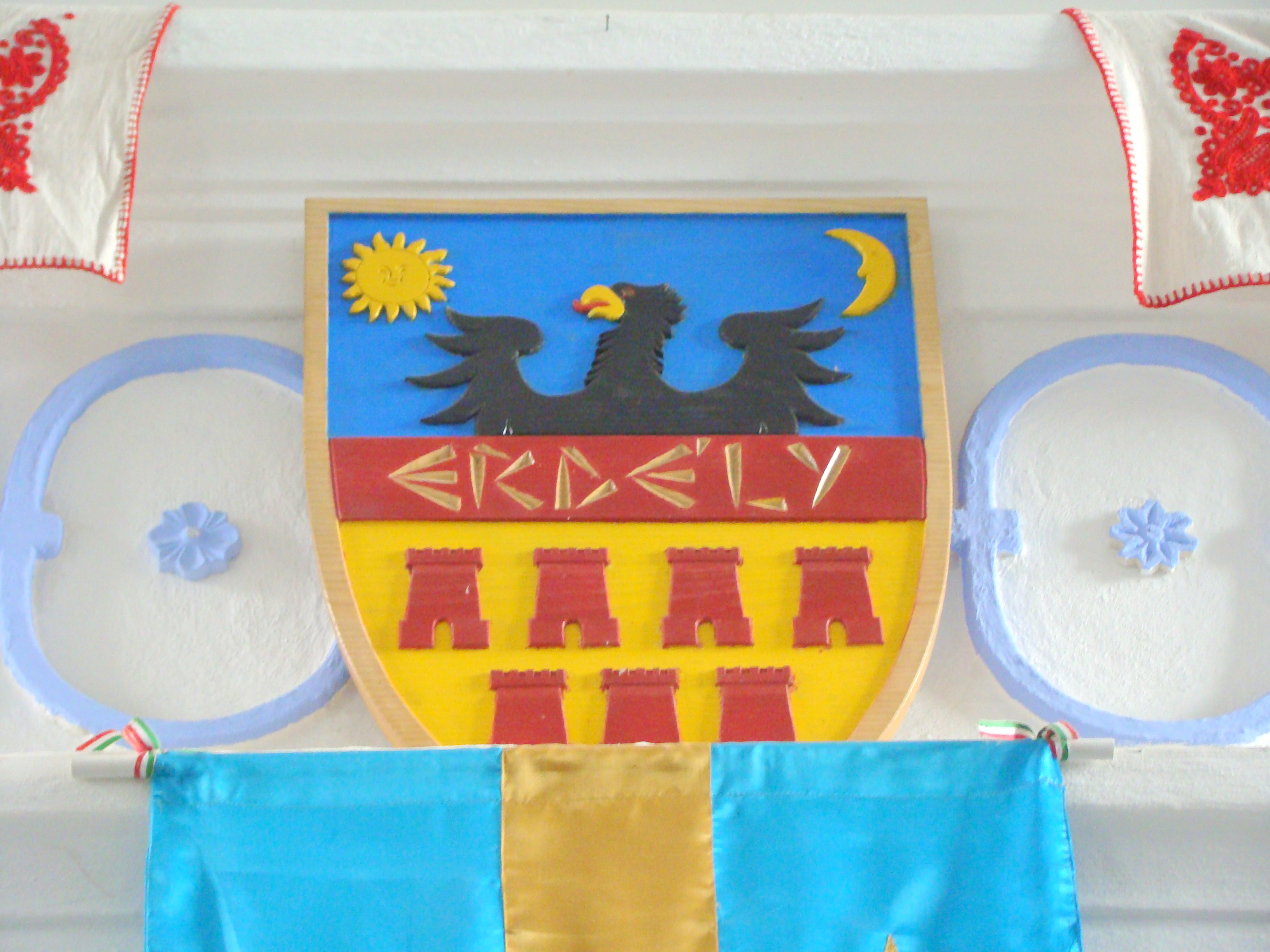

## Vezi și
- Ghinești, Mureș